# Покровский, Владимир Александрович (архитектор)
Влади́мир Алекса́ндрович Покро́вский (6 [18] марта 1871, Москва — 30 апреля 1931, Ленинград) — русский зодчий, градостроитель, реставратор, исследователь архитектуры, преподаватель, общественный деятель, академик (1907) и действительный член (1909) Императорской Академии художеств.

## Биография
Родился 6 (18) марта 1871 года в Москве. Учился до 1885 года в Первой Московской гимназии, затем перешёл в Первое Московское казённое реальное училище. Завершив в 1892 году обучение в училище, летом того же года он приехал в Санкт-Петербург, где поступил в Высшее художественное училище при Императорской Академии художеств.
Начал работать помощником у известных архитекторов после окончания второго курса: вёл надзор за работами, осуществлявшимися по проектам академиков архитектуры В. А. Шретера (строительство Экипажного заведения и перестройка Мариинского театра) и Р. Р. Марфельда (строительство Винного завода на Ватном острове).
После окончания общих классов выбрал для продолжения обучения мастерскую Л. Н. Бенуа, где вместе с ним учились Оскар Мунц, Иван Фомин, Фёдор Лидваль. Диплом «Публичная библиотека в столице».
В. А. Покровский становится помощником Л. Н. Бенуа. Летом 1898 г., отказавшись от пенсионерской поездки за границы империи, он едет в Варшаву, где в то время идут основные строительные работы по возведению собора Св. Александра Невского (освящен в мае 1912 г.).
Одновременно с 1899 по 1902 г. принимает участие в надзоре за строительством и украшением храма Святого Георгия Победоносца на Гусевских Стекольных заводах Ю. С. Нечаева-Мальцева.
Совместно со своим учителем, В. А. Покровский в 1904—1905 гг. реставрирует Софийский собор в Царском Селе; по их совместному проекту рядом с храмом возводится колокольня с часовней в нижнем ярусе.
Также ими исполнен конкурсный проект нового здания биржи в Рыбинске (1911 г.).

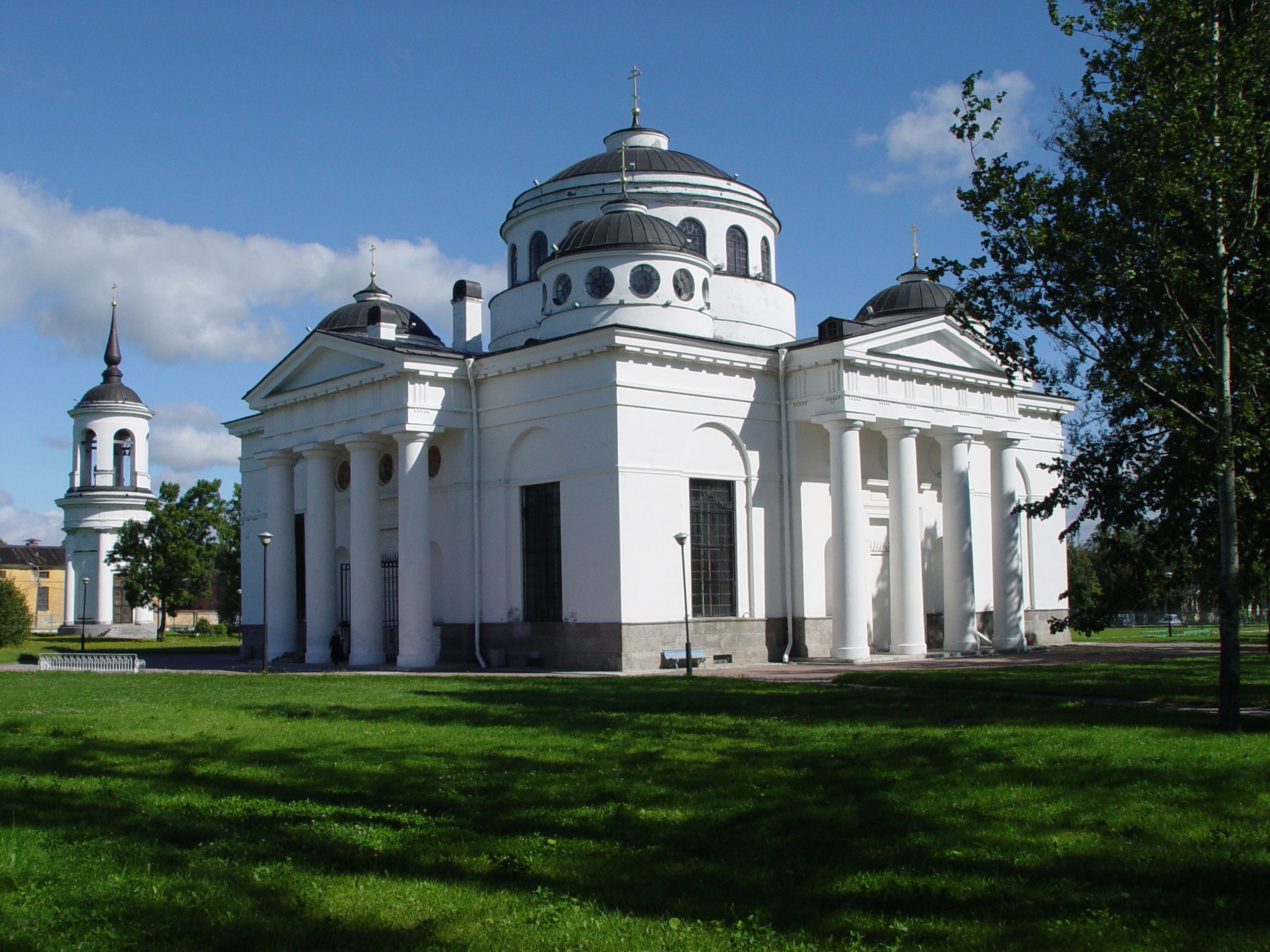
Софийский собор в Царском Селе
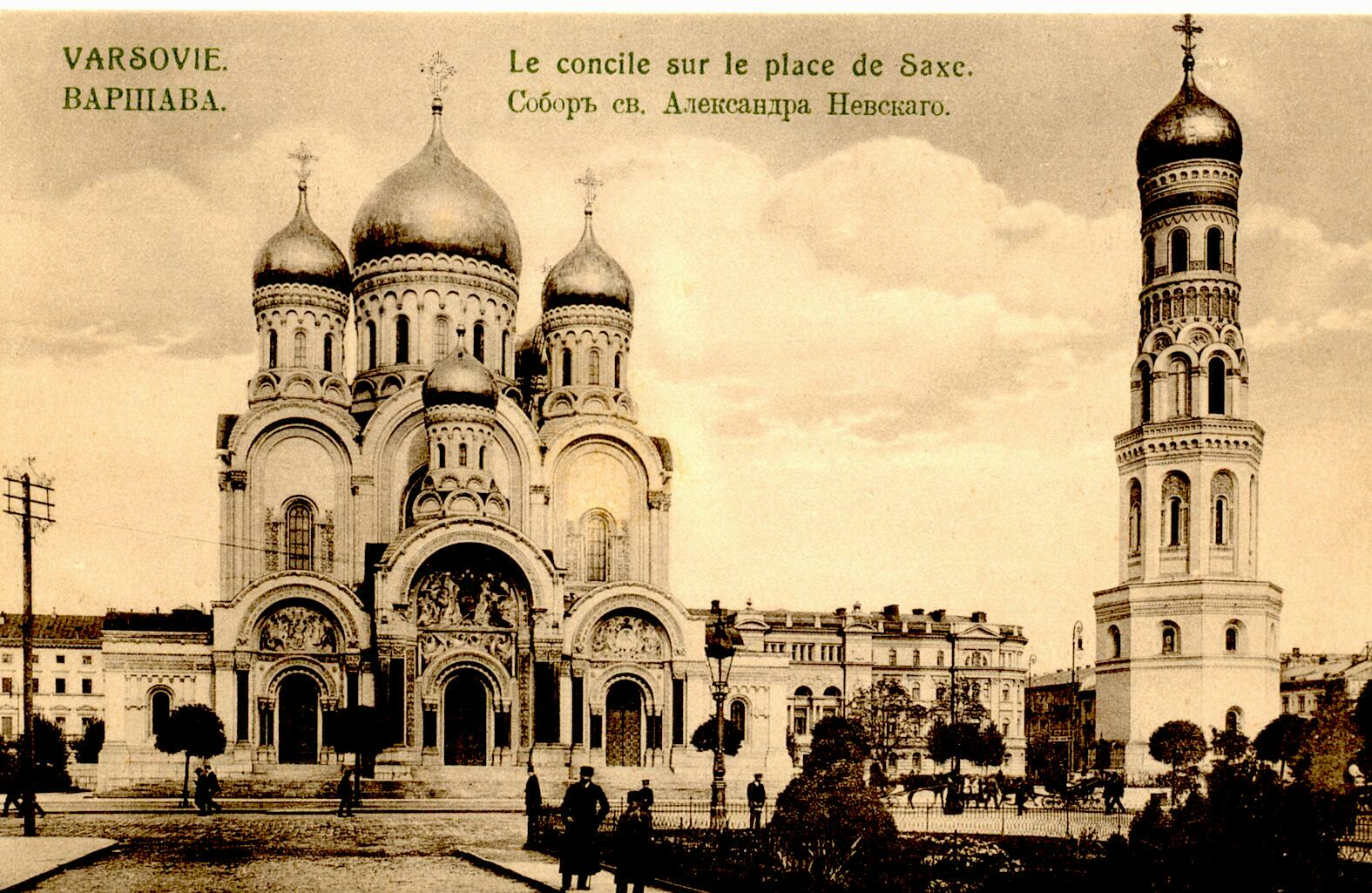
Собор Св. Александра Невского в Варшаве
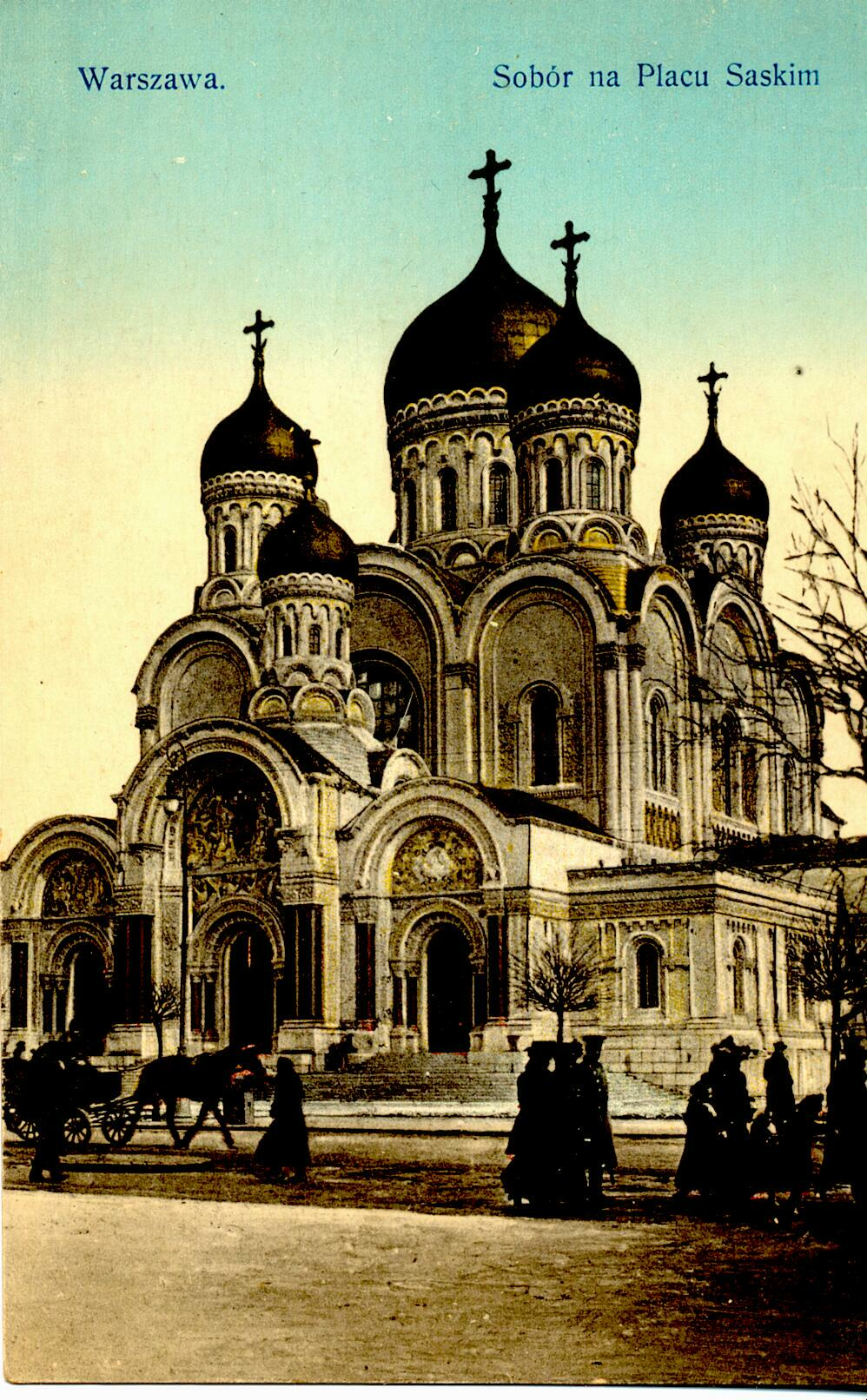
Собор Св. Александра Невского в Варшаве
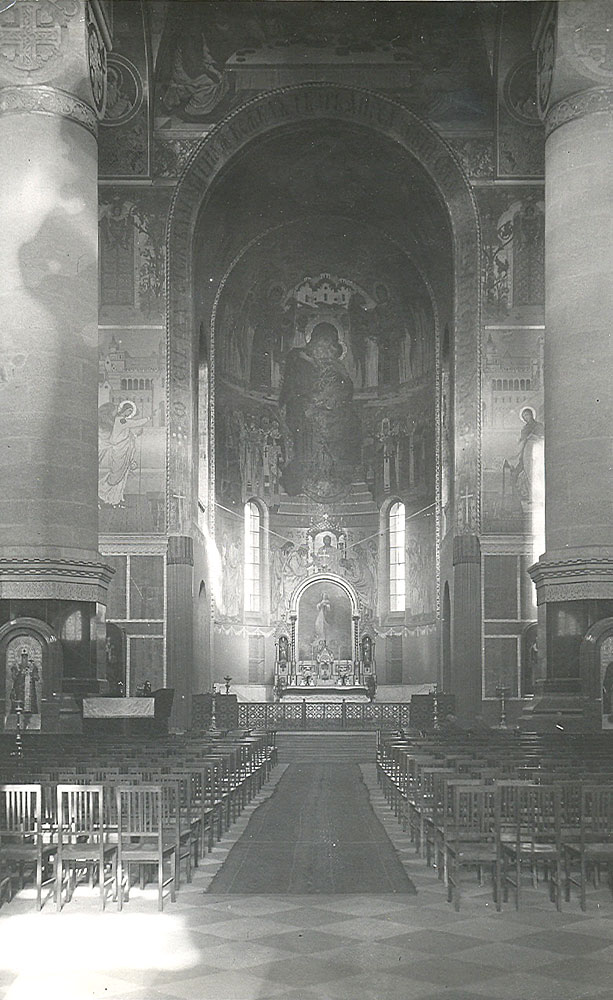
Интерьер собора. 1915 г.
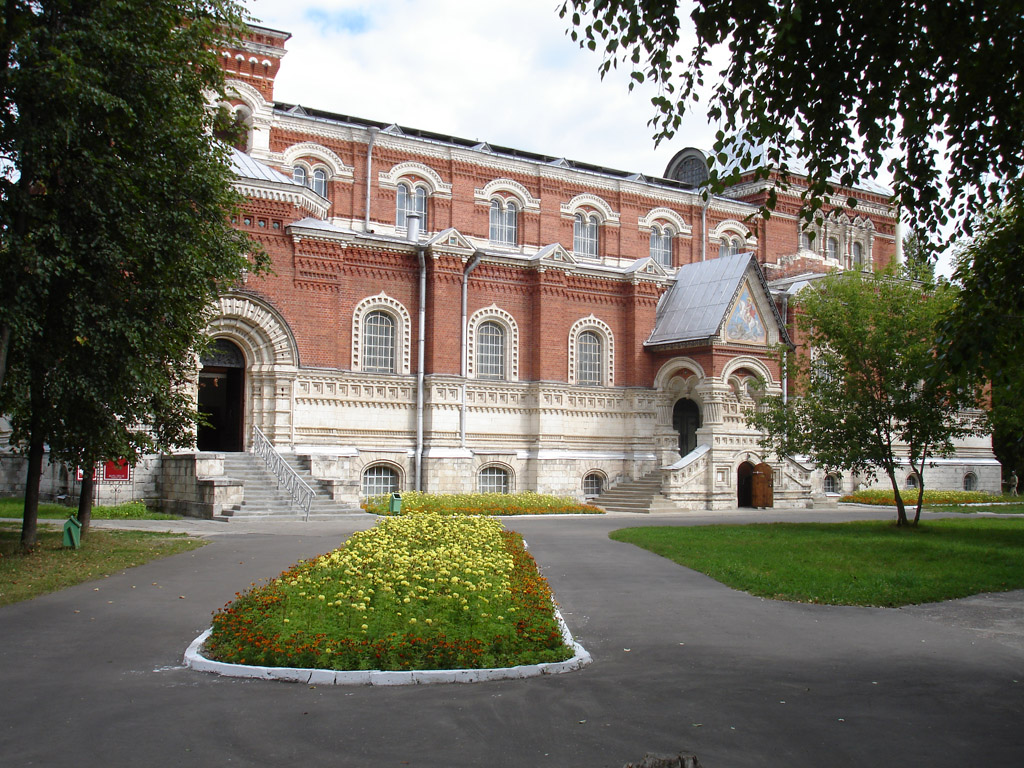
Собор Св. Георгия. Гусь-Хрустальный
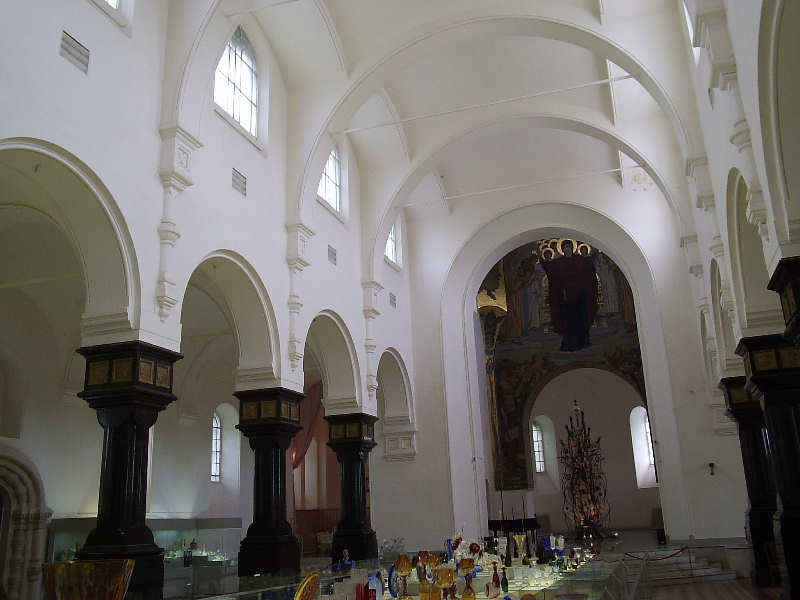
Георгиевский собор. Интерьер.

## Исследование древнерусского зодчества
В. А. Покровский считает необходимым для себя сосредоточиться «…на изучении, собирании материалов и посильной обработке памятников родной старины в применении к современным постройкам».
Зодчий совершил путешествия в Киев, по Московской, Владимирской, Ярославской губерниям, областям, принадлежавшим ранее Новгороду и Пскову, где выполнял фотосъёмку, производил обмеры, вёл наблюдения и собирал материал для дальнейшей обработки.
Фотографии, выполненные зодчим, можно увидеть на страницах первого тома «Истории Русского искусства», для которого по приглашению И. Э. Грабаря им совместно с А. В. Щусевым были написаны главы посвящённые искусству Новгорода и Пскова.

## Звания. Награды
Академическое Собрание Императорской Академии художеств (ИАХ) 29 октября 1907 года избирает В. А. Покровского академиком; в 1909 году — действительным членом ИАХ; в конце 1910 года — кандидатом в члены Совета, в 1915 году — непременным членом Академии на следующие пять лет в состав Совета ИАХ.
В 1912 году награждён орденом Св. Анны 3-й степени вне правил за работы по Феодоровскому собору в Царском Селе и собору Св. Александра Невского в Варшаве и Командорским крестом ордена Альбрехта королём Саксонии Фридрихом Августом III за русский павильон на Международной выставке санитарии и гигиены в Дрездене (1910).
В 1913 году в знак признания заслуг при возведении храма-памятника Святителя Алексия на поле Битвы народов Саксонским Правительством зодчему пожаловано звание профессора.
В октябре 1913 года ему пожаловано звание архитектора Высочайшего Двора.

## Участие в деятельности обществ

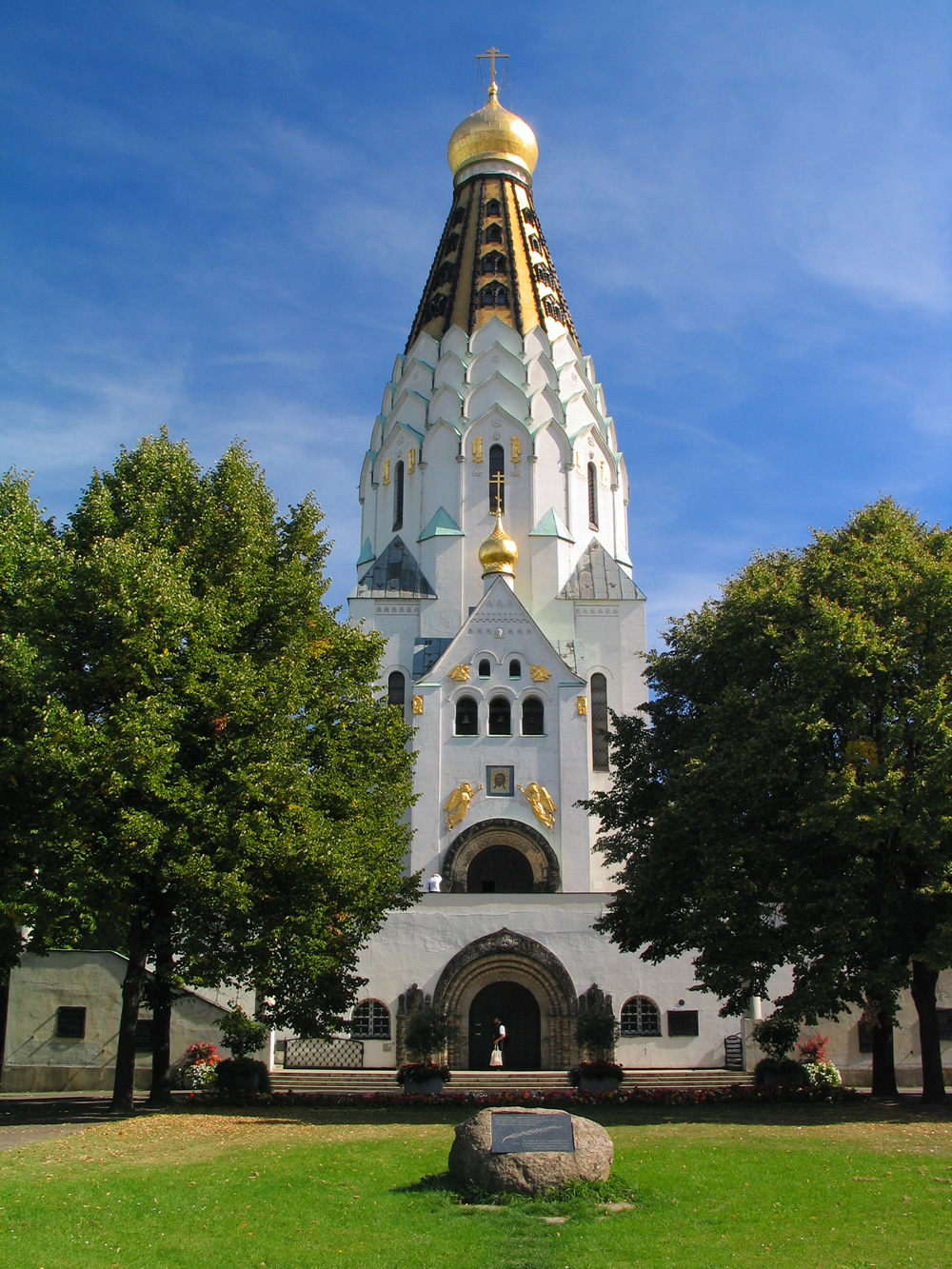
Храм-памятник Святителя Алексия в Лейпциге

Владимир Александрович в разные годы принимал участие в деятельности обществ и комиссий:
- Императорского Санкт-Петербургского Общества архитекторов — Петроградского — Ленинградского Общества архитекторов;
- Общества архитекторов-художников (1903—1931 гг.);
- возрожденного «Мира искусства» (с 1910 г.);
- Общества взаимопомощи русских художников;
- Общества изыскания средств для технического образования женщин (1905 г.; с января 1908 г. член Совета общества);
- Общества возрождения художественной Руси;
- Строительной Петроградской комиссии Государственного банка;
- Правительственного Комитета по водопадам (1917 г.);
- Комитета Историческо-архитектурной выставки (1911 г.; состоялась в залах Императорской Академии художеств);
- Комиссии по изучению и описанию памятников Старого Петербурга (1907 г.);
- Комитета Музея Старого Петербурга (1909—1918 гг.);
- Комиссии по изучению церковной росписи;
- Комиссии по собору Василия Блаженного (1912—1917 гг.);
- Комитета Музея Допетровского искусства и быта (1908 г.);
- Устроительного комитета Всероссийского съезда художников (состоялся в С.-Петербурге в конце декабря 1911 — начале января 1912 г.);
- Комиссии по учреждению самостоятельного ведомства изящных искусств (март 1917 г., так называемой Комиссии Горького).

С апреля 1912 г. по март 1918 г. занимал должность архитектора Русского музея Императора Александра III-го.
В 1908 году снимки недавно построенных церквей и их обстановки в числе других его работ были представлены на выставке при международном конгрессе архитекторов в Вене. Вскоре после её закрытия последовали выставки в других художественных столицах Европы: Лондоне, Париже, Мюнхене и Риме.
Состоял членом жюри двух международных выставок: Художественно-строительной и Художественно-промышленной, состоявшихся в С.-Петербурге в 1908 г.
Зодчий избирается в состав судей по конкурсу на проект кладбищенских зданий на столичном Еврейском кладбище (в 1907 г.), а также конкурсу проектов храма в память 300-летия Дома Романовых в С.-Петербурге.

## Преподавательская деятельность
Начало преподавательской деятельности В. А. Покровского совпало с открытием нового высшего учебного заведения столицы — Высших Женских Политехнических Курсов (в 1915 г. преобразованы в Женский Политехнический, а в 1918 г. во Второй Петроградский Политехнический институт), где вёл занятия по архитектурному проектированию с мая 1906 г. до упразднения вуза в августе 1924 г.
С марта 1912 г. по август 1917 года — помощник профессора-руководителя мастерской Л. Н. Бенуа Высшего художественного училища Академии художеств.
С июня 1914 г. по 1929 г. преподаватель профессор Института гражданских инженеров (три года преподаёт в трёх высших учебных заведениях столицы одновременно).
Во время Первой мировой войны также занимал должность директора курсов военно-строительных техников при организованном Комитете военно-технической помощи.
С мая 1920 г. по июнь 1922 г. профессор двух петроградских институтов командируется в Новочеркасск по просьбе руководства Донского Политехнического института.

## Начало пути. Конкурсы
В ранний отрезок своего самостоятельного творчества В. А. Покровский часто принимал участие в конкурсах объявляемых Императорским СПб Обществом Архитекторов и ИАХ.
История конкурса на церковь во имя Иоанна Крестителя в Кашине 1904 г. примечательна тем, что указанный заказчиком стиль, который станет для В. А. Покровского находкой и прославит его имя, ещё не имел названия. Совместно с Мунцем О. Р. им исполнены два варианта храма в «новейшем стиле», удостоенные 1-й и 2-й премии.
Главные черты своего почерка В. А. Покровский выработал к 1905 г. и остался верен им всю недолгую творческую жизнь; следуя основным выработанным приёмам, в последующие годы лишь разрабатывал их, доводя до совершенства. Многие находки были сделаны им чуть раньше современников, другие — не им обретенные — применены чуть лучше, расположены более уместно, прочувствованно. Большинство проектов исполнялись в двух, а то и трёх сильно разнящихся вариантах.
Зодчий использовал все виды строительных материалов: дерево, дикий камень, кирпич, железобетон, стекло. Смело совмещал деревянные венчания храмов с каменным основанием, как например, в проектах церквей на Тонком мысу в Геленджике и на ст. Шаховской. Крупные деревянные храмы спроектированы им для посёлка при пороховых заводах и в с. Ясенки Московской губ.
Проекты церкви в Кашине , Московского Купеческого собрания, Городского дома в Хабаровске и, как ни странно, Армянской церкви для Баку предварили появление конкурсного проекта Военно-Исторического музея 1908 г. — одного из виднейших проектов своего времени как по размерам, так и по своим высоким художественным качествам.
С 1910 г. В. А. Покровский более не принимает участие в конкурсах объявляемых Императорским СПб Обществом Архитекторов и ИАХ, получая или именные заказы или участвуя в именных (закрытых) конкурсах. В числе первых построек, осуществленных по проектам молодого зодчего, не оказалось конкурсных — надгробные памятники (Сапожникову А. А.) и часовни-усыпальницы (семейств Голубевых и Посполитаки) созданы им по заказам.
Два храмовых ансамбля — апостолов Петра и Павла на Шлиссельбургских пороховых заводах, и Покрова Богородицы в Пархомовке Киевской губ., состоящие из величественных церквей, небольших домов, каменных оград с воротами и уличными фонарями, работа над которыми велась зодчим в 1903—1907 гг., стали вехами в истории русского стиля. Этими постройками громко, во весь голос, заявили о себе новые силы национального направления русского искусства — молодые русские художники — В. А. Покровский, Н. К. Рерих, В. А. Фролов.

## Царское Село

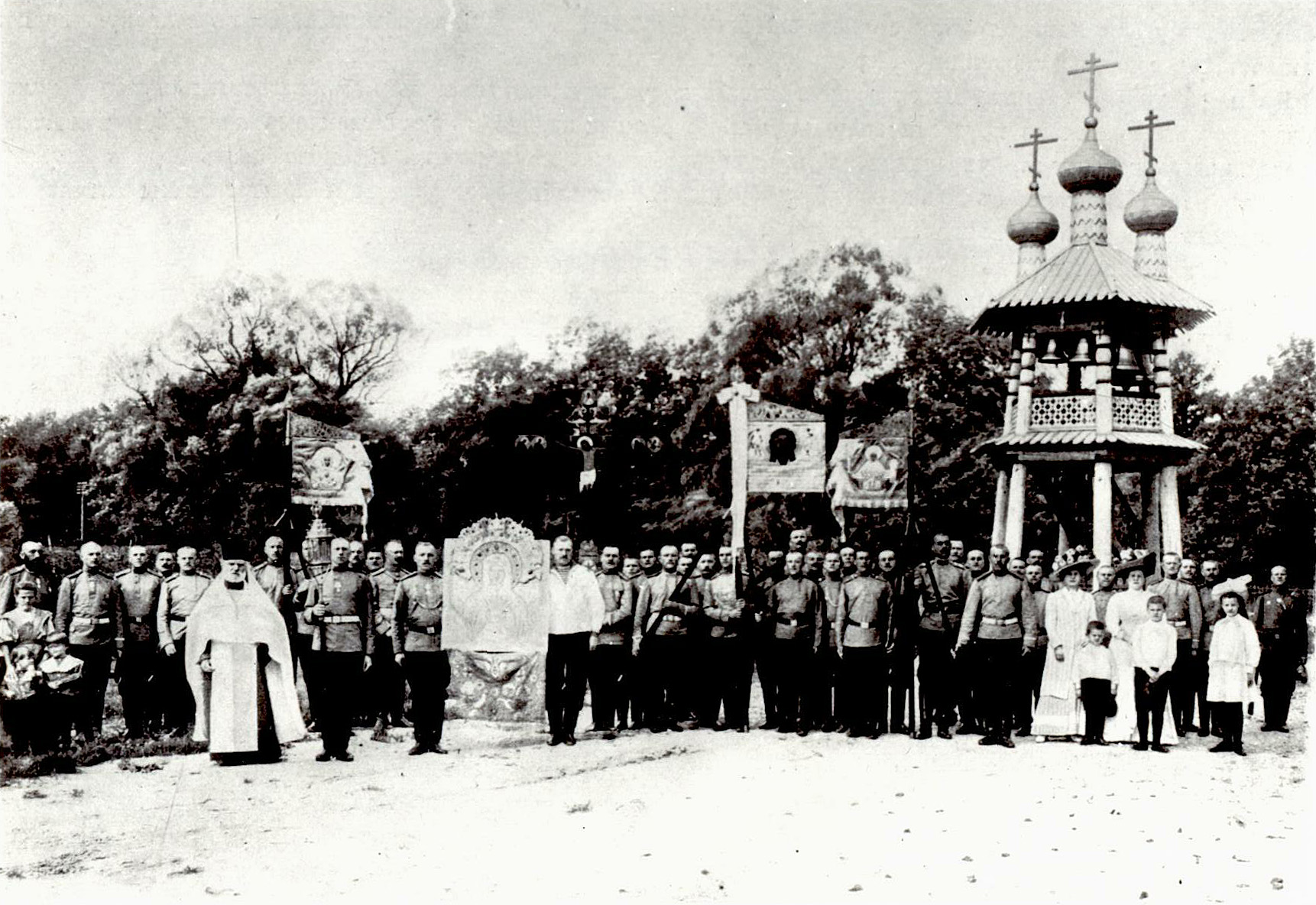

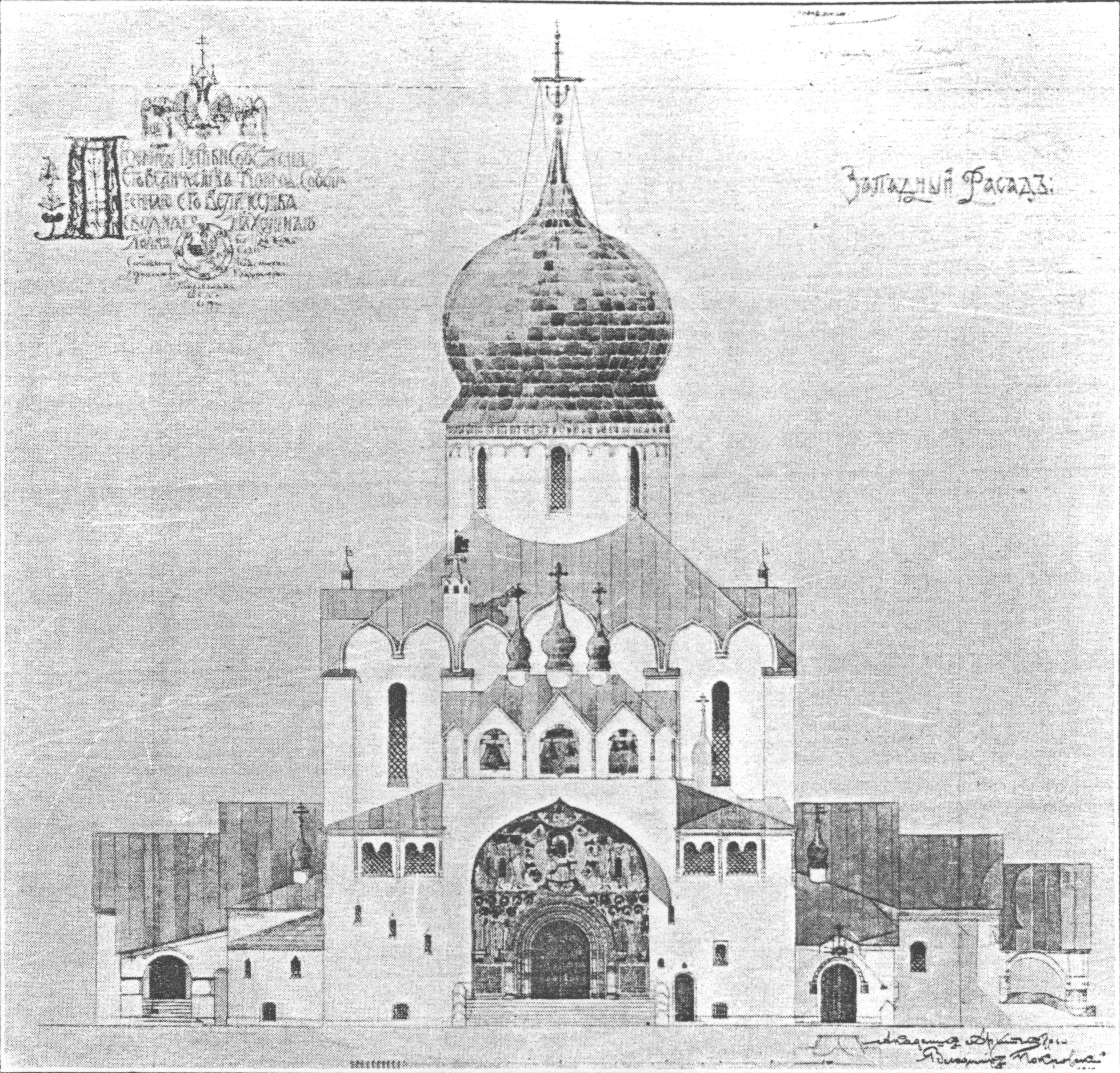

Вскоре В. А. Покровскому своими произведениями удалось изменить отношение Высочайшего двора и его окружения к национальному наследию. В 1909 г. по проекту А. Н. Померанцева в Царском Селе было начато строительство храма для Собственных Е. И. В. Сводного полка и Конвоя. До этого времени императорская чета не отдавала предпочтения какому-либо стилю и не имела ясных представлений о виде будущего храма. Пожелание Императрицы «чтобы до окончания вновь сооружаемого храма… в полку была установлена временная походная церковь» привело к появлению цепи событий, которая вывела новое национальное направление на передовые рубежи, повлекла за собою воскрешение лучших достижений допетровской Руси и в других областях отечественного искусства.
Приспособление казарменного помещения под храм, причём временный, заведомо обречённый на недолгое существование — повлекло за собой другие переустройства. Под чрезвычайно сильным впечатлением произведенным отделкой небольшого помещения, иконостас типовой походной церкви был заменен на новый, исполненный по рисунку В. А. Покровского.
Исключительное значение в судьбе зодчего имело знакомство с Дмитрием Николаевичем Ломаном, бывшего не только выдающимся организатором, но и отчасти, соавтором художников.
Стараниями Д. Н. Ломана через год после начала работ ему передаётся проектирование и строительство каменного полкового храма; то же происходит со зданием Офицерского собрания. Каменный вокзал Особой Императорской железнодорожной ветки на месте сгоревшего деревянного строится также по замыслу Покровского в едином духе с упомянутыми постройками.
Эти здания, возведённые в 1910—1912 гг., предопределили стиль построек, сооруженных по заказу окружения последнего русского императора в Царском Селе, Петрограде и его окрестностях (в имениях, дачных посёлках, воинских частях).
Православные храмы, спроектированные В. А. Покровским, к концу 1910-х гг. должны были стать украшением улиц и площадей европейских столиц — Гааги, Лондона, Рима, Праги (генеральное консульство).
Ещё более крупные и величественные сооружения предполагалось возвести в Петрограде (Троицкий собор на месте старейшего столичного храма), Нижнем Новгороде; в только что основанном городе на берегу Кольского залива (собор Николая Чудотворца в Мурманске). Посёлки при двух гидроэлектростанциях обещали вписать новую яркую страницу в русское градостроительное искусство.

## Осуществлённые замыслы

### Храмовые постройки
- Церковь Покрова Пресвятой Богородицы с приделом Св. Виктора (храм с колокольней, дом причта, сторожка, ворота, ограда с башенкой и калитками). Имение Голубевых, село Пархомовка Сквирского уезда Киевской губернии (1903—1907 гг.; помощники — И. Ф. Безпалов, П. Д. Благовещенский; худ. Н. К. Рерих, Перминов В. Т., Блазнов А. П.; мозаичист В. А. Фролов);

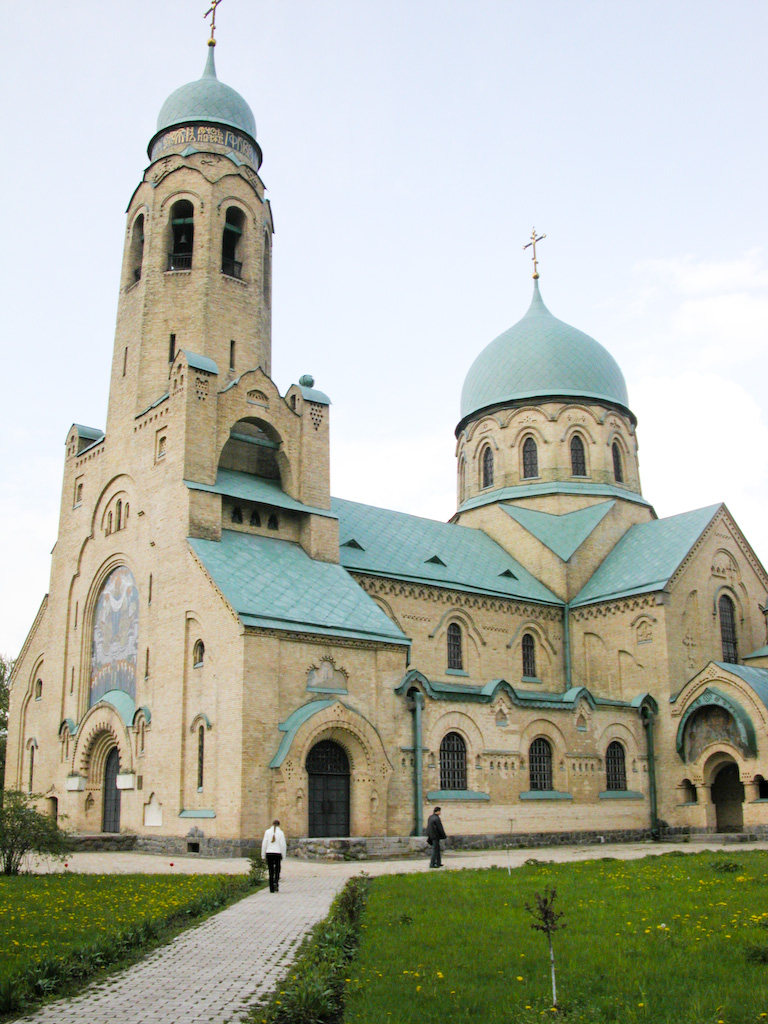
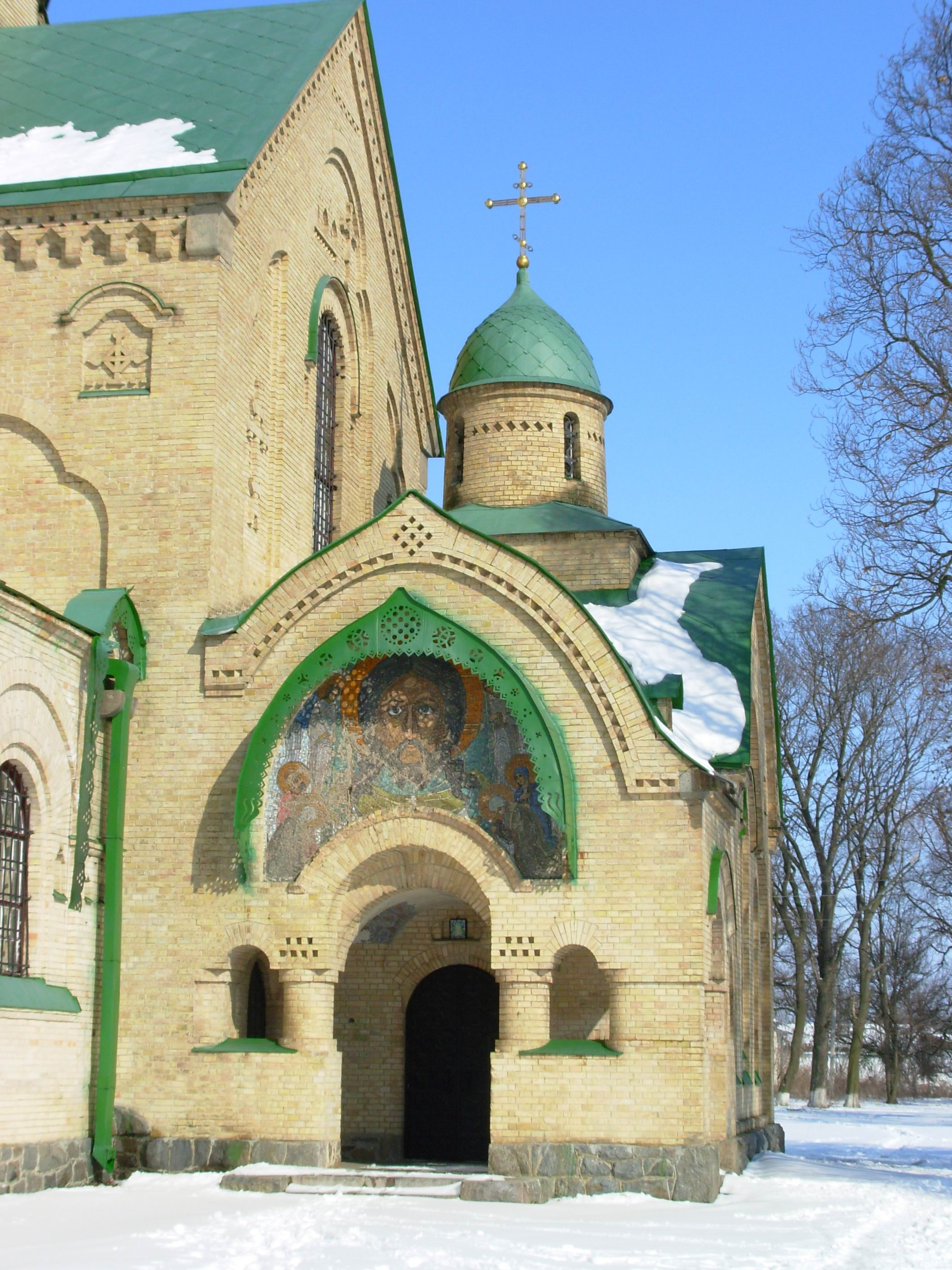
Придел во имя Св. Виктора
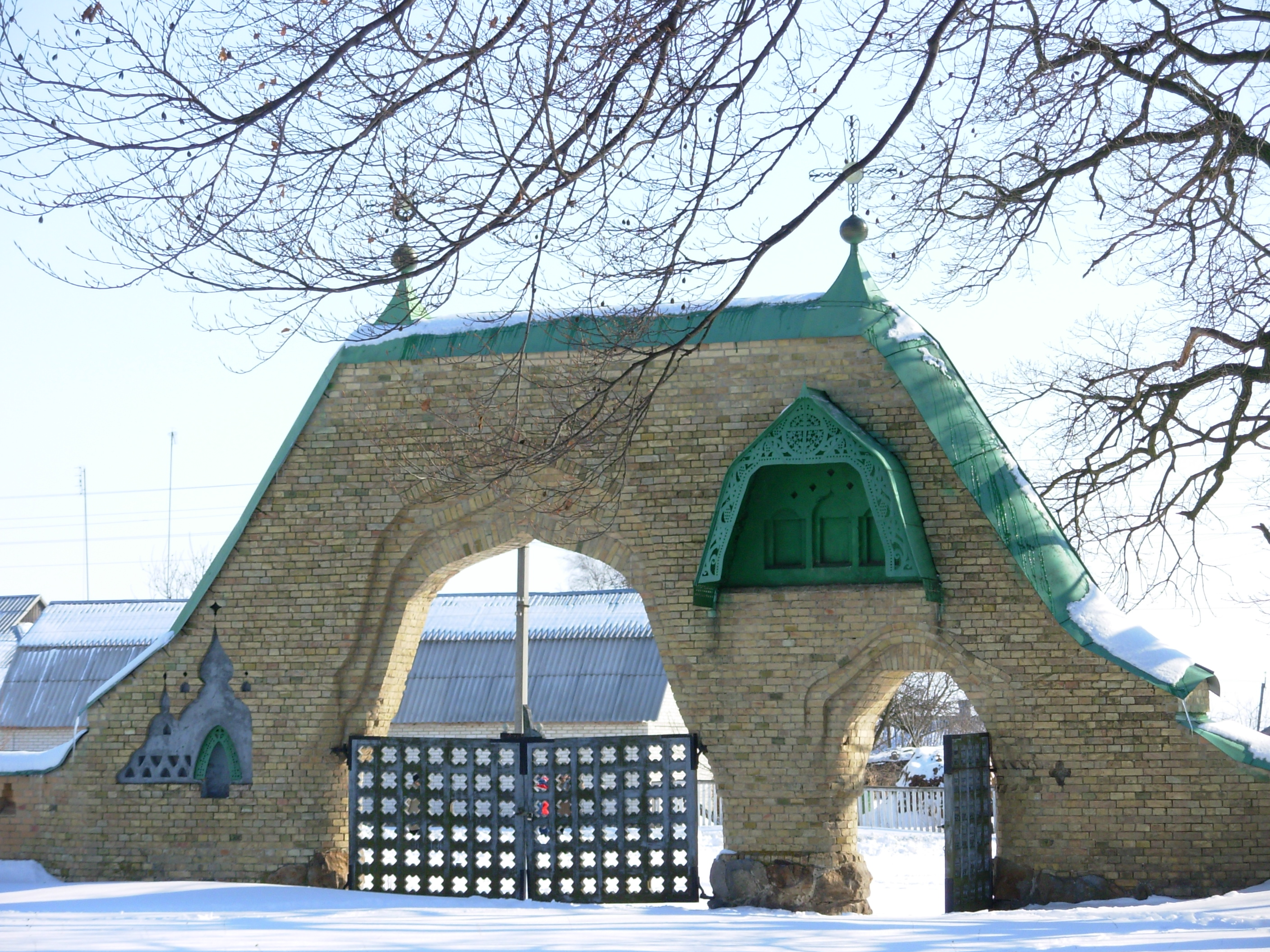
Ворота. Вид со двора
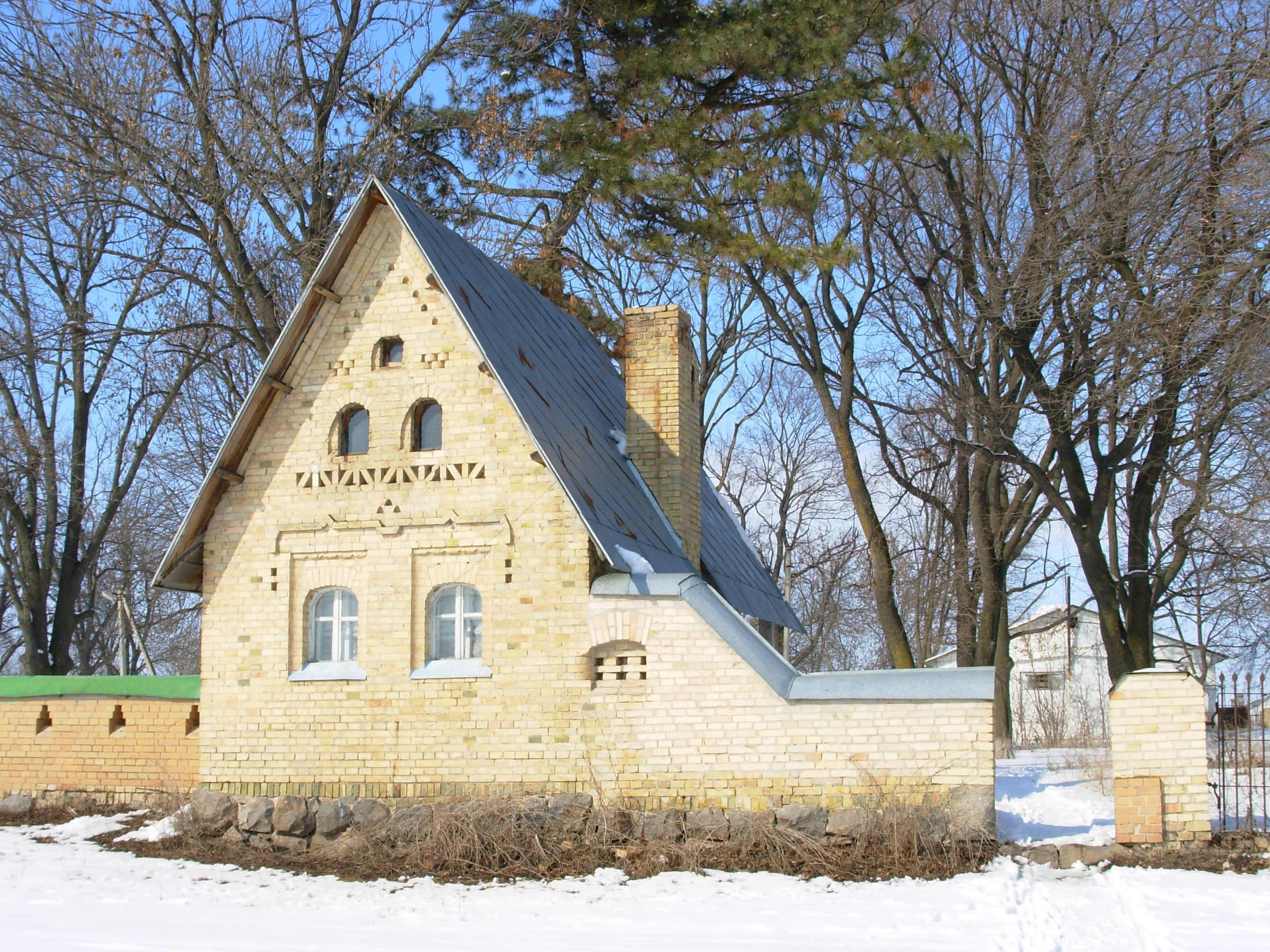
Сторожка
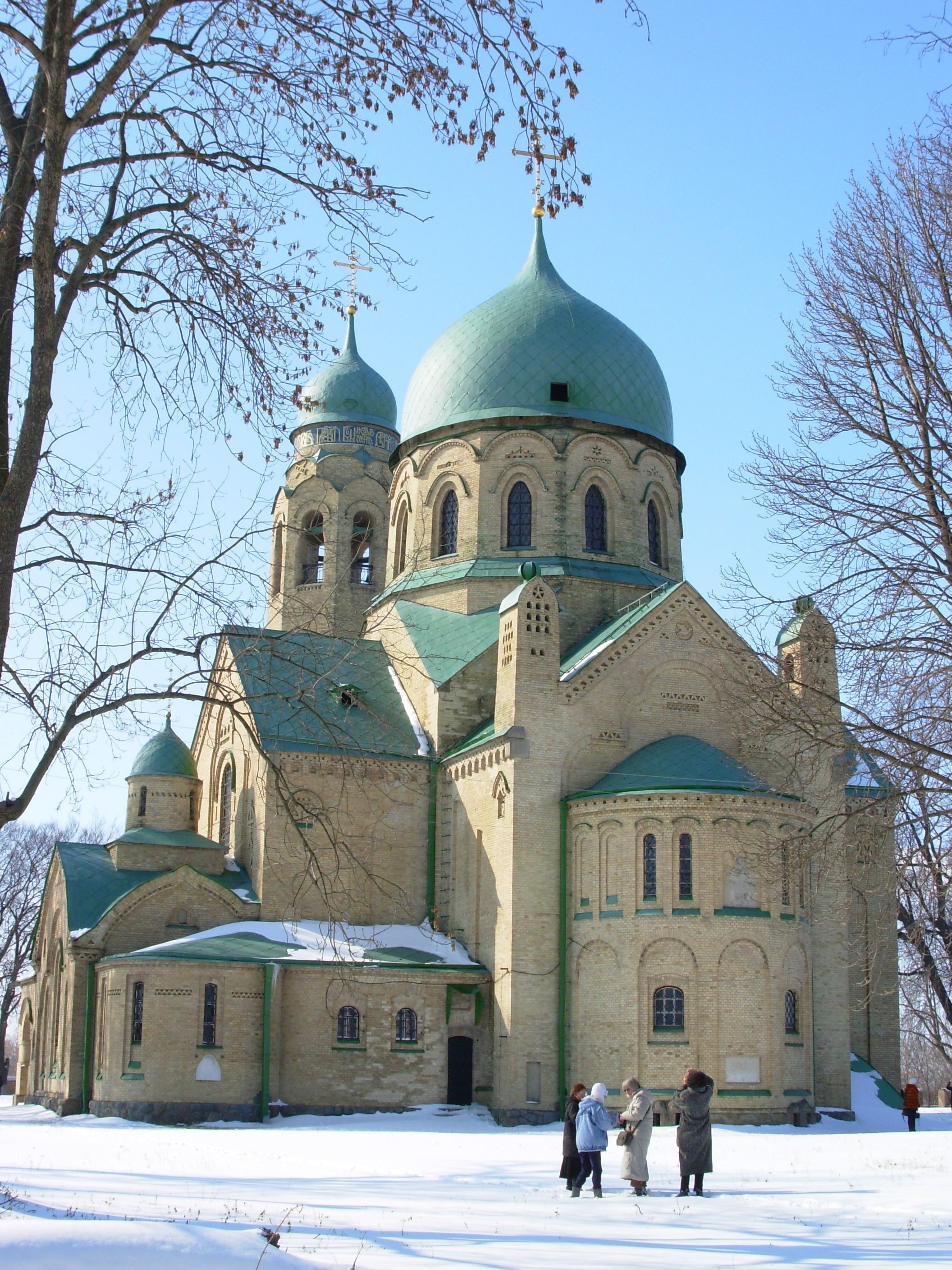

- Церковь во имя Святых апостолов Петра и Павла (храм со звонницей, сторожка, ограда с воротами и калитками) на Шлиссельбургских пороховых заводах (1903—1907 гг.; помощник — Безпалов И. Ф.; худ. Рерих Н. К.; мозаичист Фролов В.А; разрушена в 1942—1943 гг.);

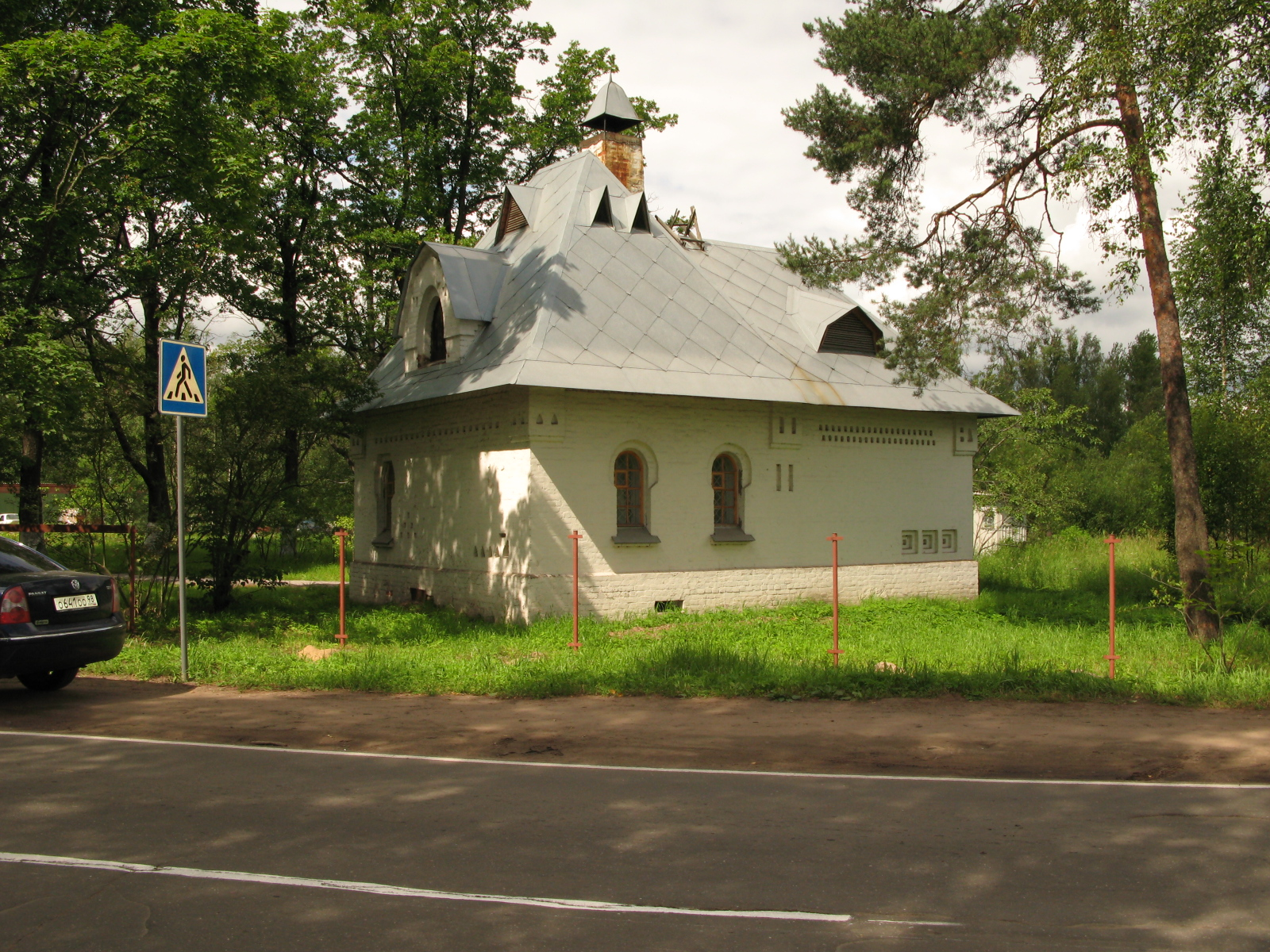
Сторожка при храме

- Колокольня. Малый Студенец, имение кн. Енгалычевых. Шацкий уезд Тамбовской губернии (1905—1907 гг.);
- Феодоровский собор в Царском Селе (1910—1912 гг.; при участии Максимова В. Н.);

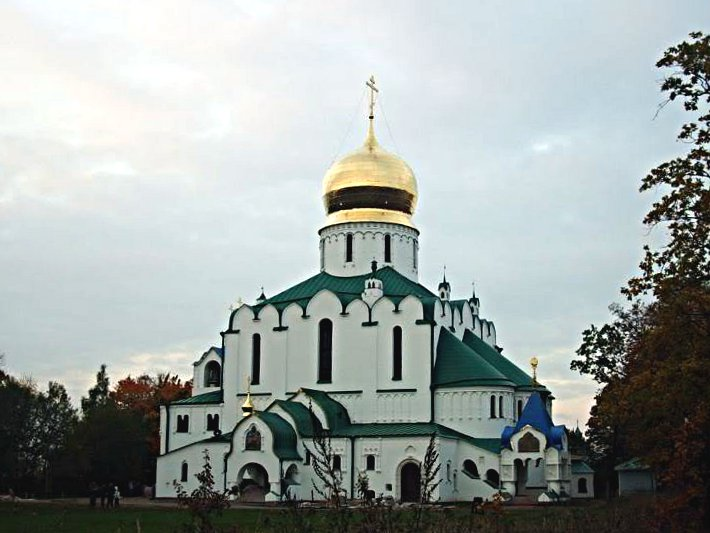
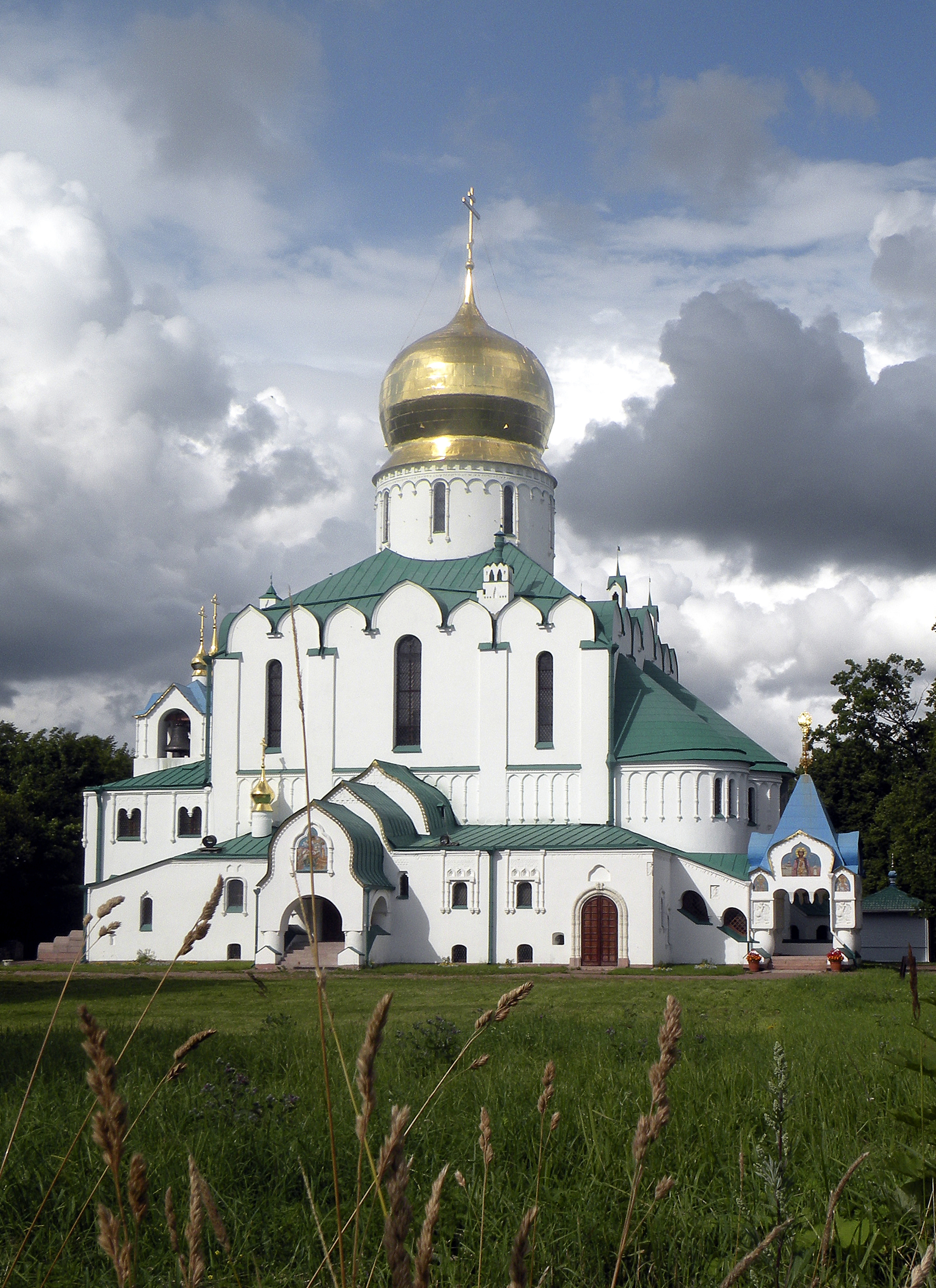

- Часовня-усыпальница Прохоровых в московском Новодевичьем монастыре (1911 г.; скульп. Беклемишев В. А.);

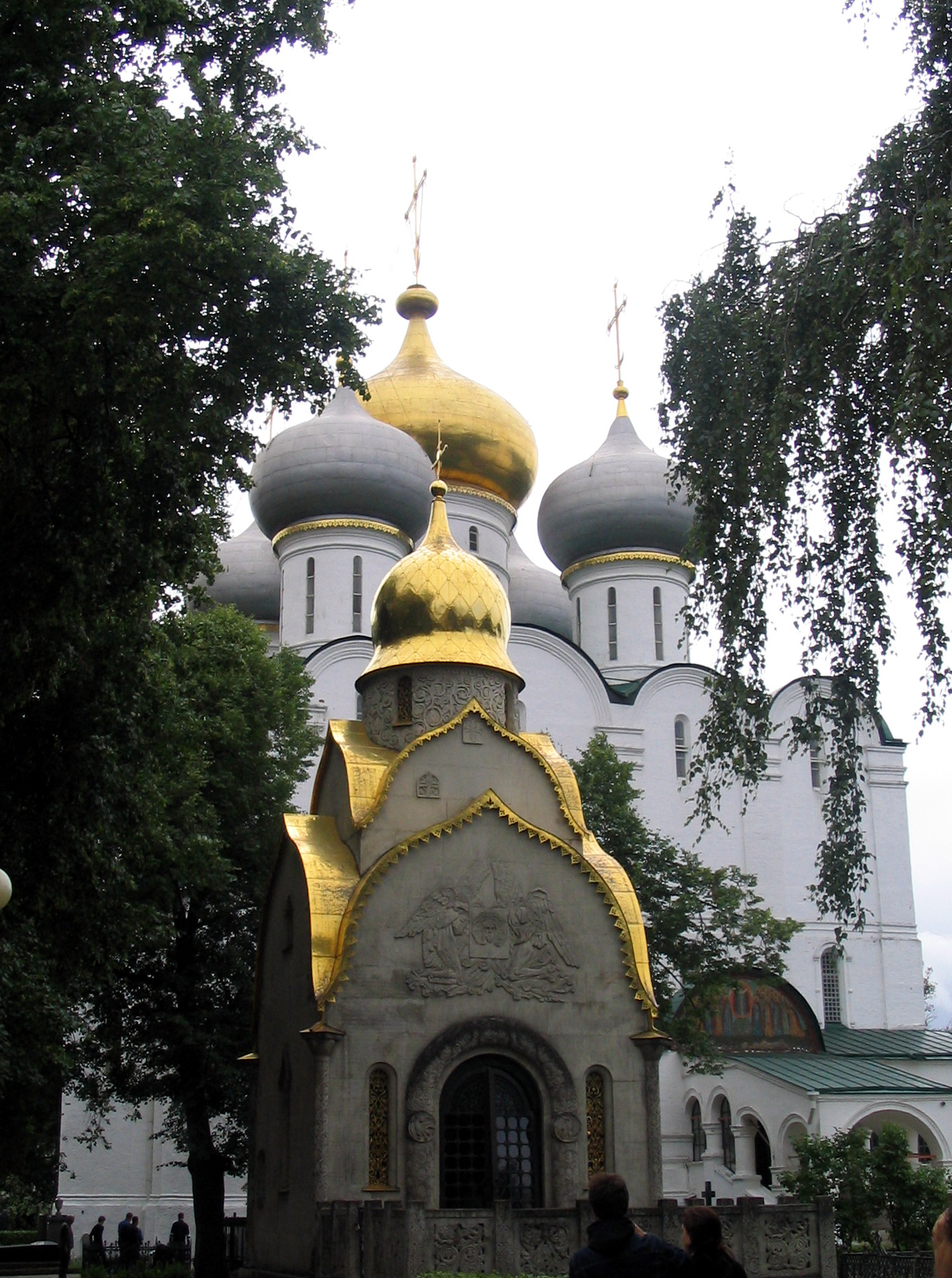
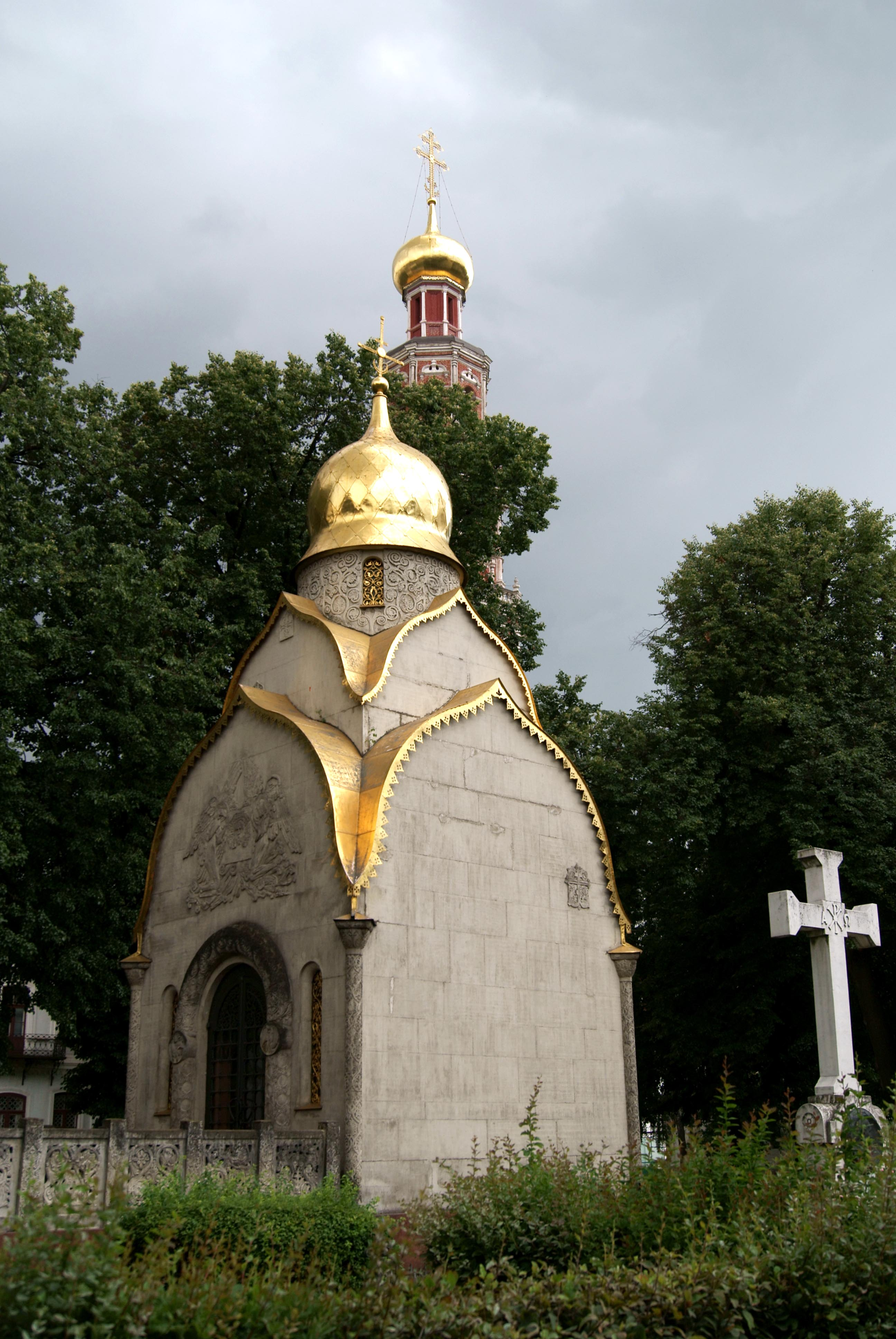
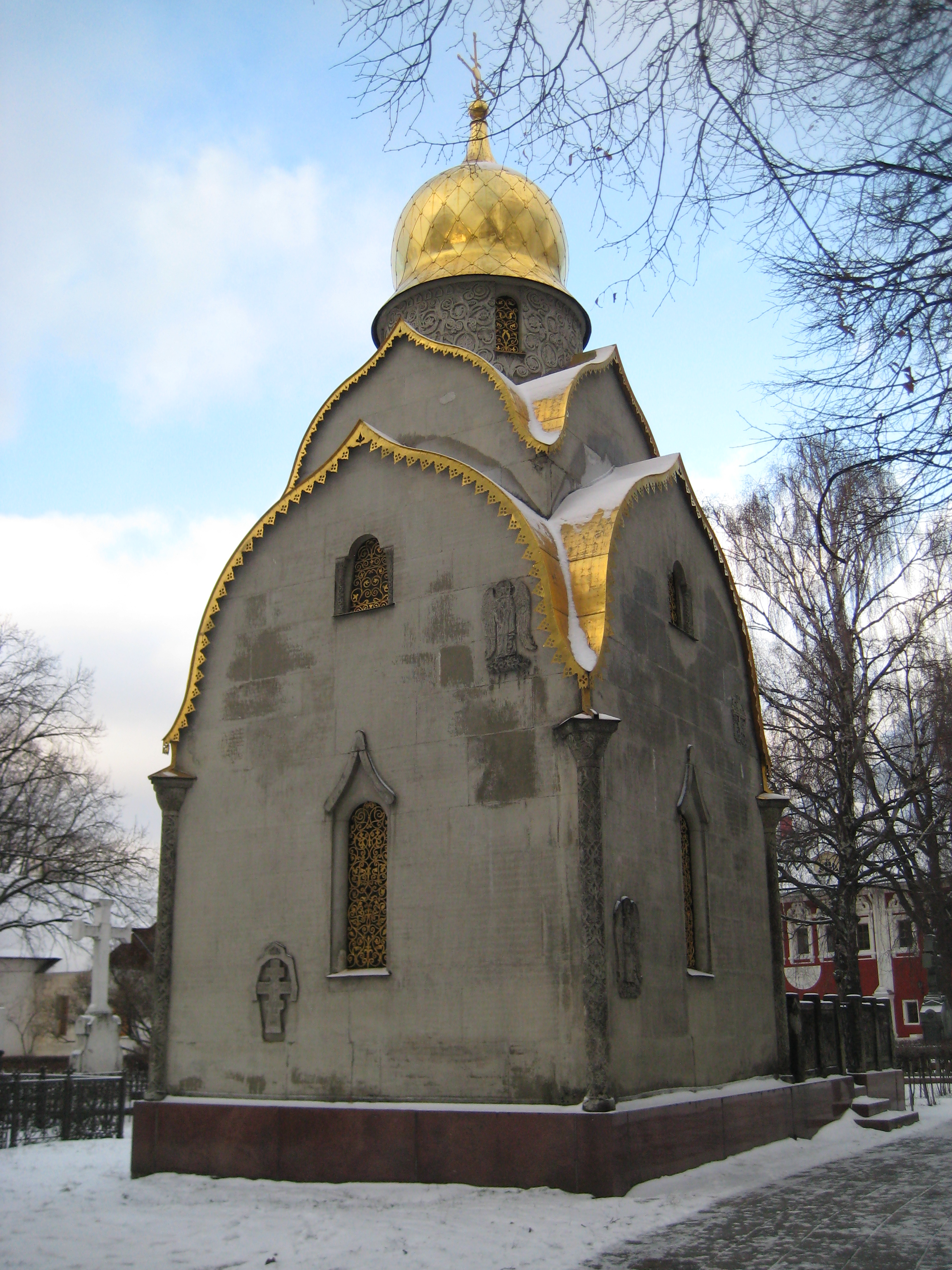
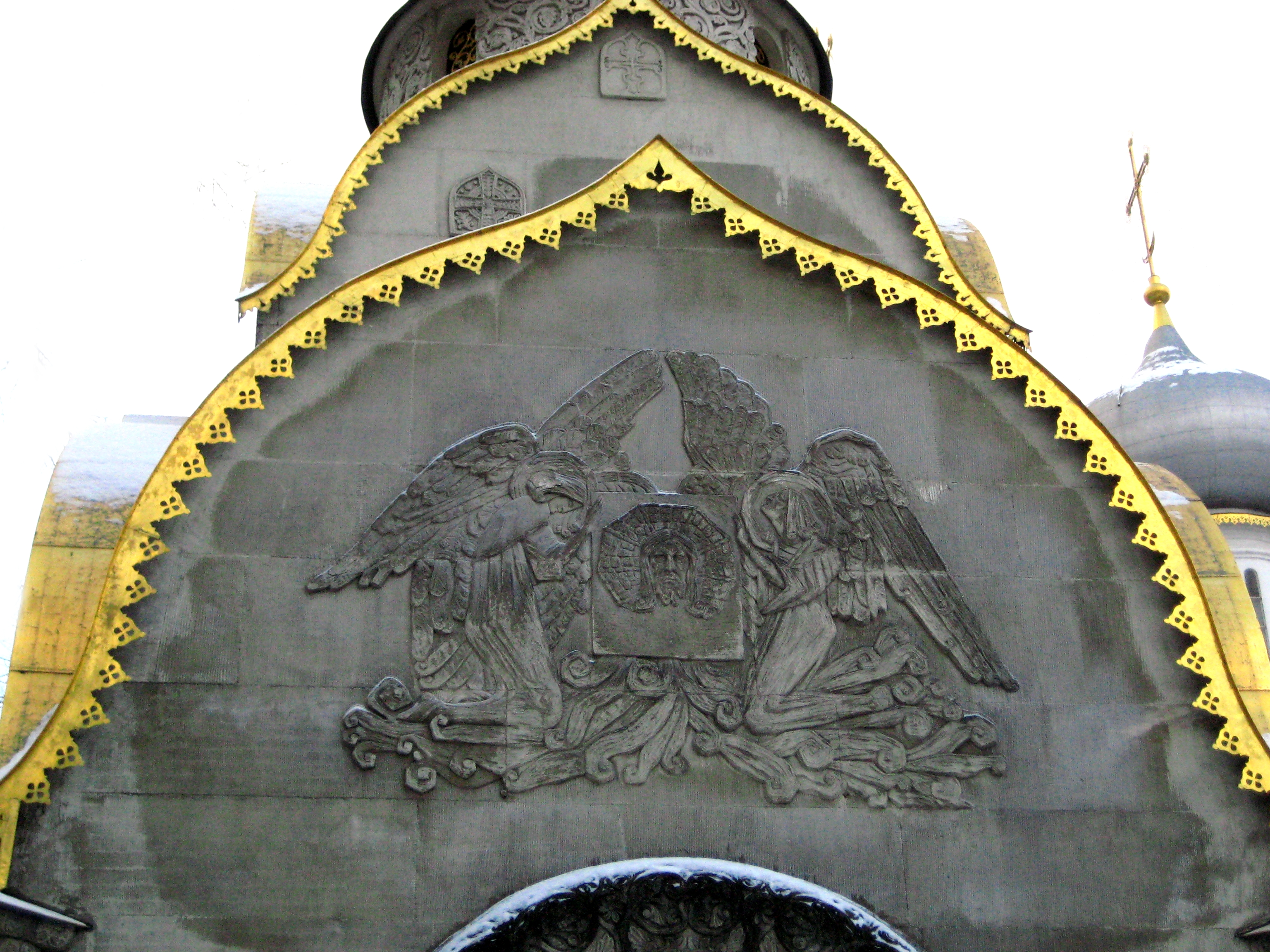

- Церковь св. Михаила Черниговского на Тонком мысу в Геленджике (1910—1912 гг.; искажена в 1990-е гг.);

- Храм-памятник Св. Алексия на поле Битвы народов в Лейпциге (1911—1913 гг.; инженеры: Кривошеин Г. Г., Энке О.);

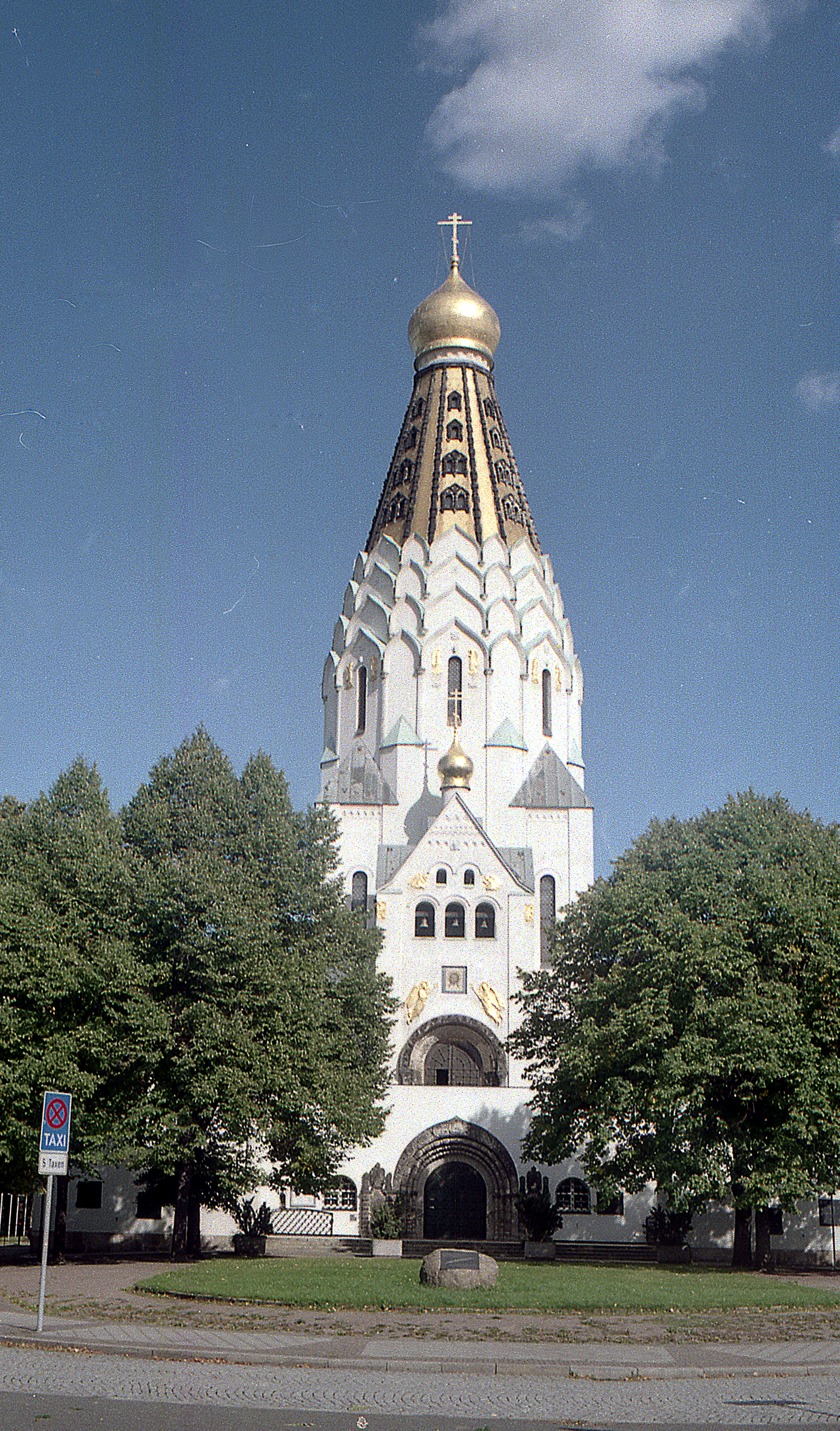
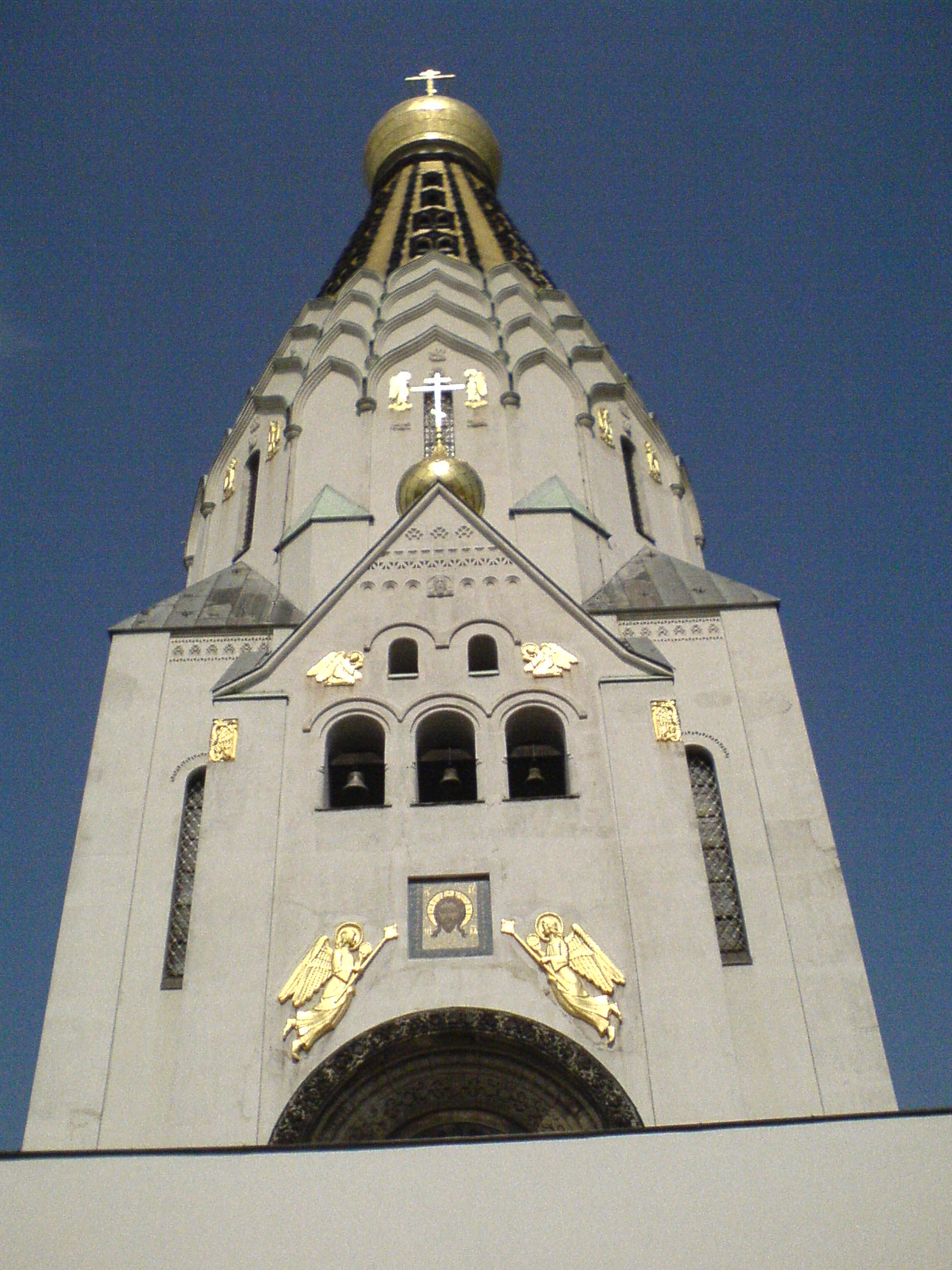
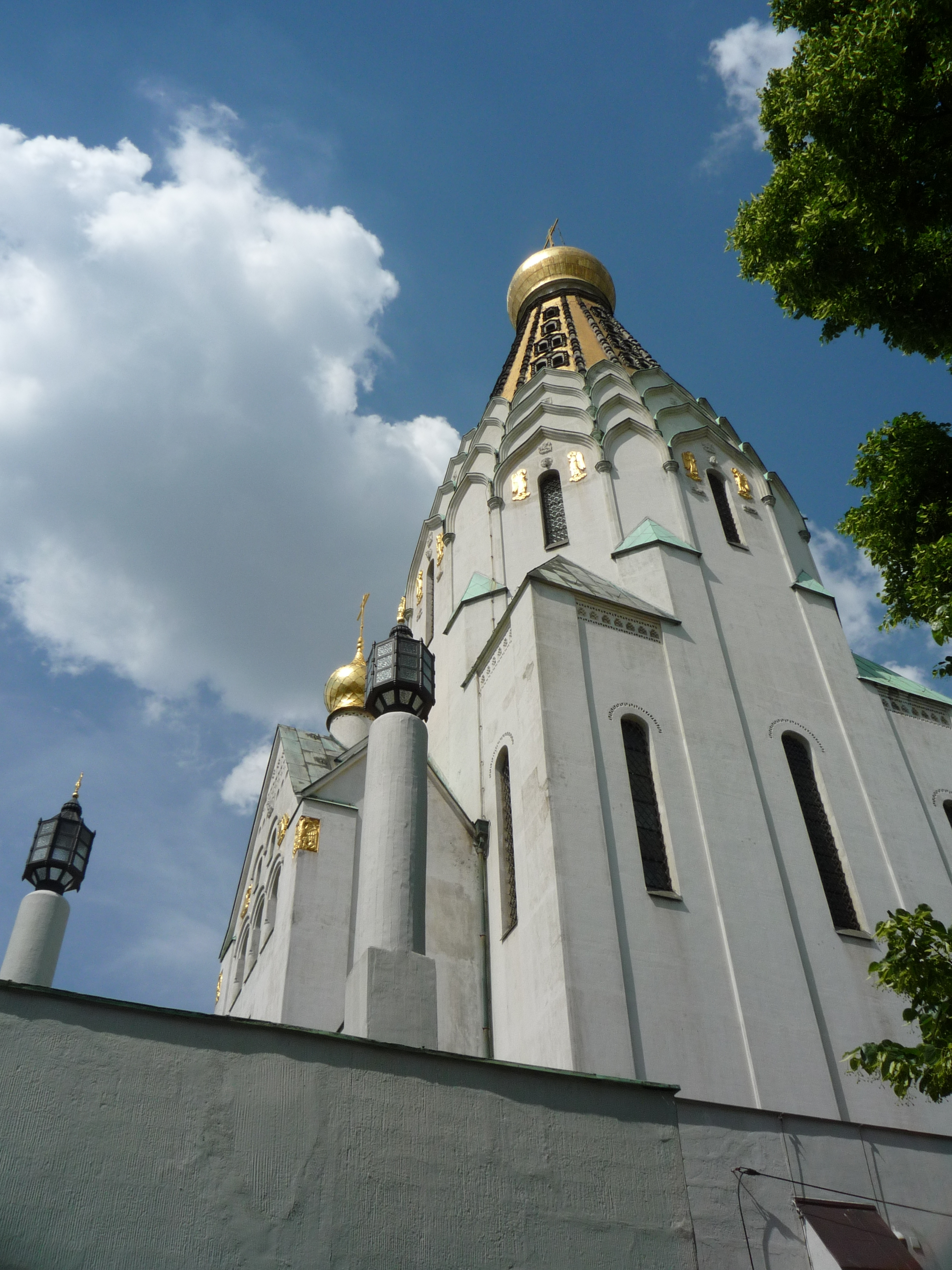
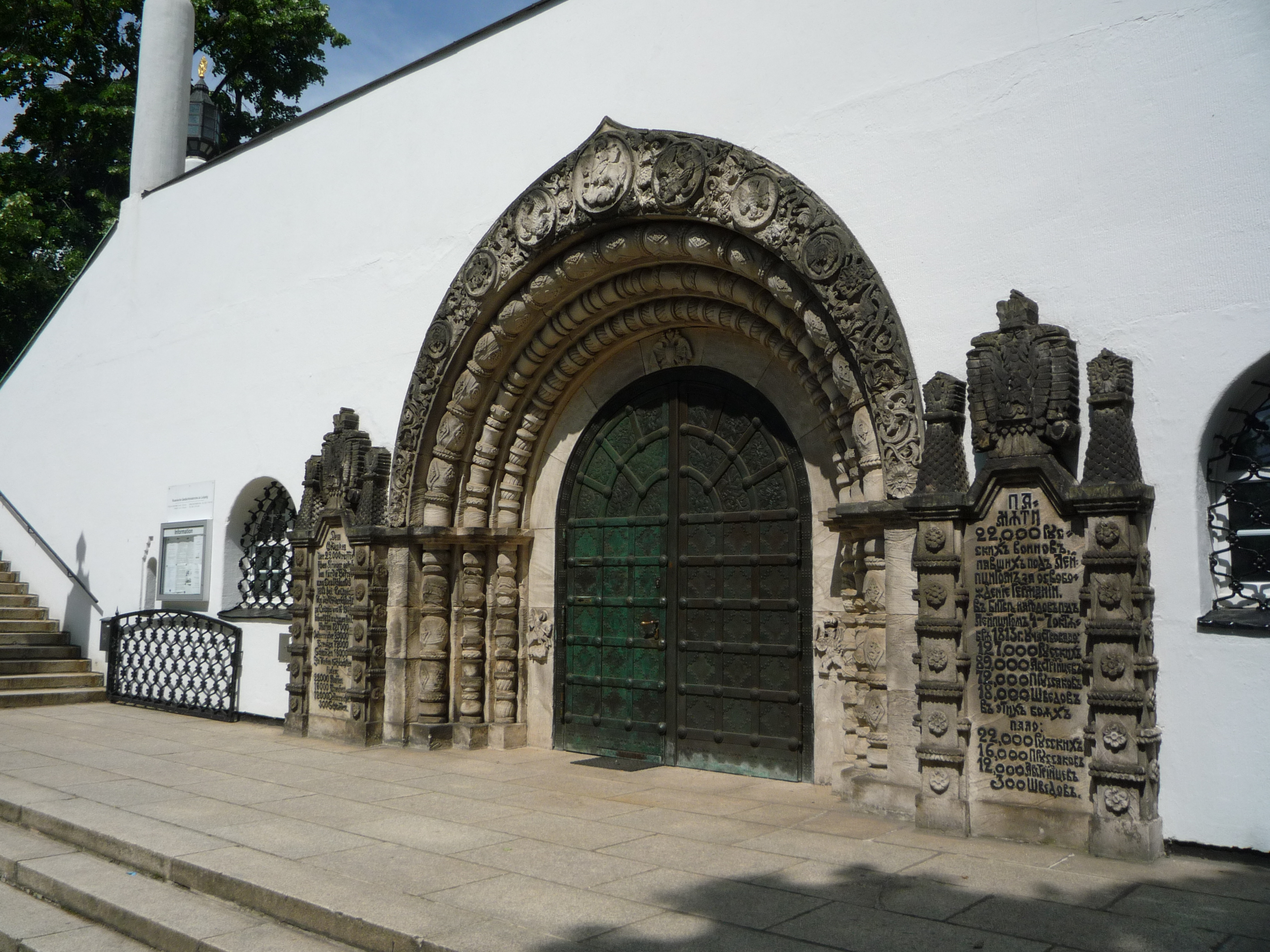

- Храм Успения Богородицы на Новом кладбище в Нижнем Новгороде (1914—1916 гг.);

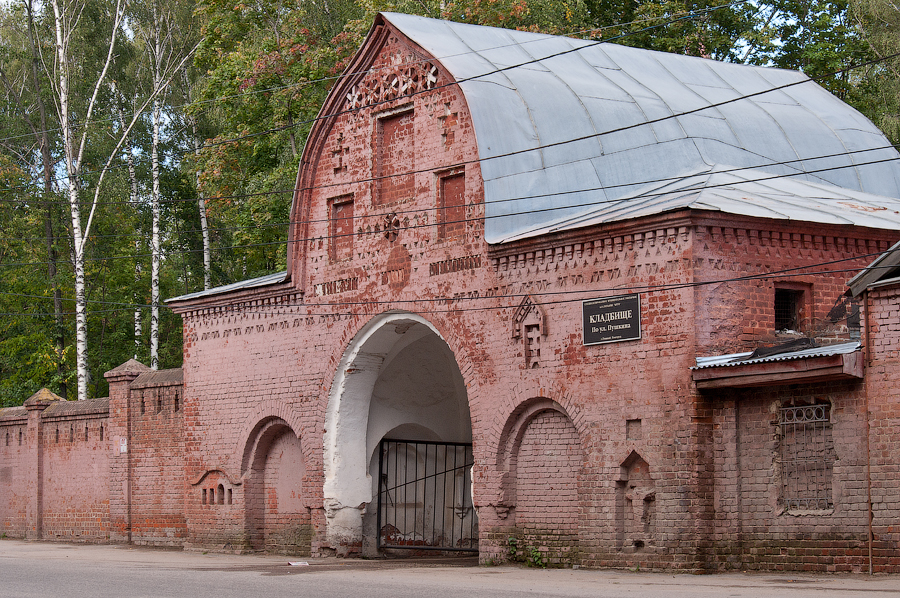
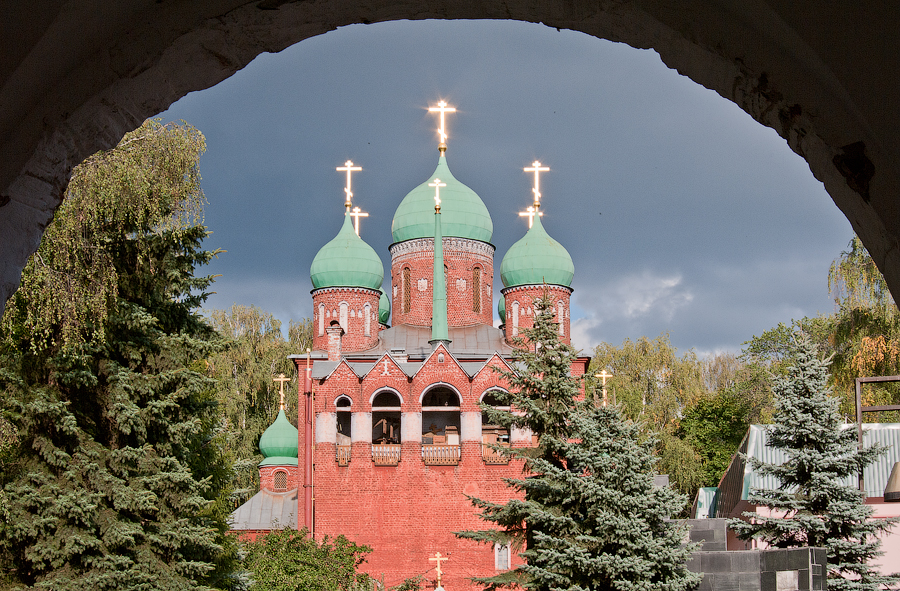
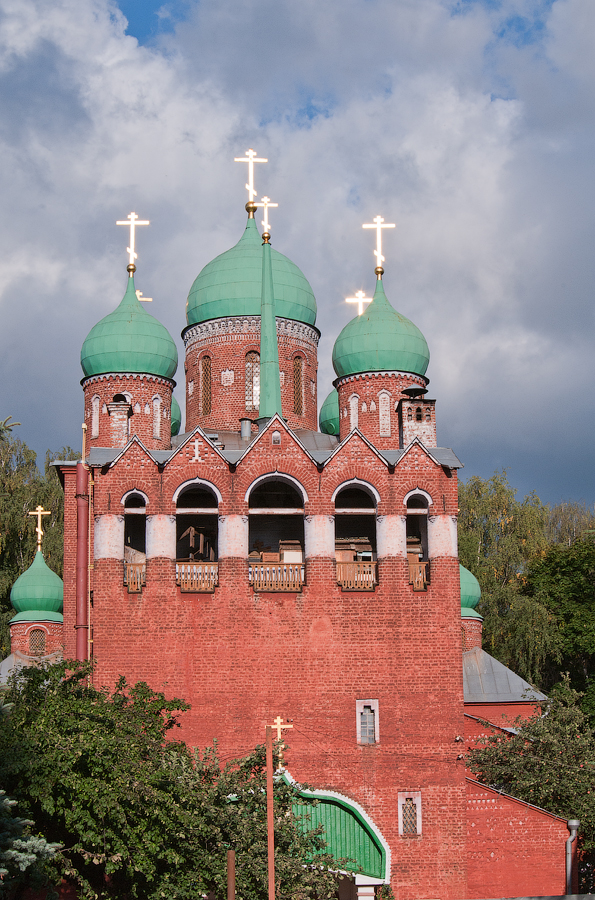
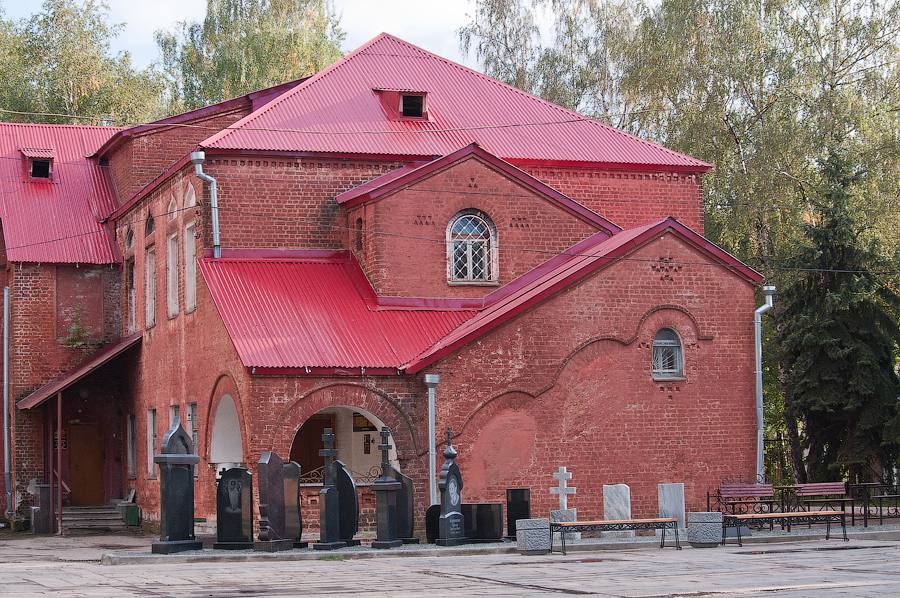

- Церковь Св. блгв. князя Александра Невского в селе Марьино Рузского уезда Московской губернии (1915—1917 гг.)

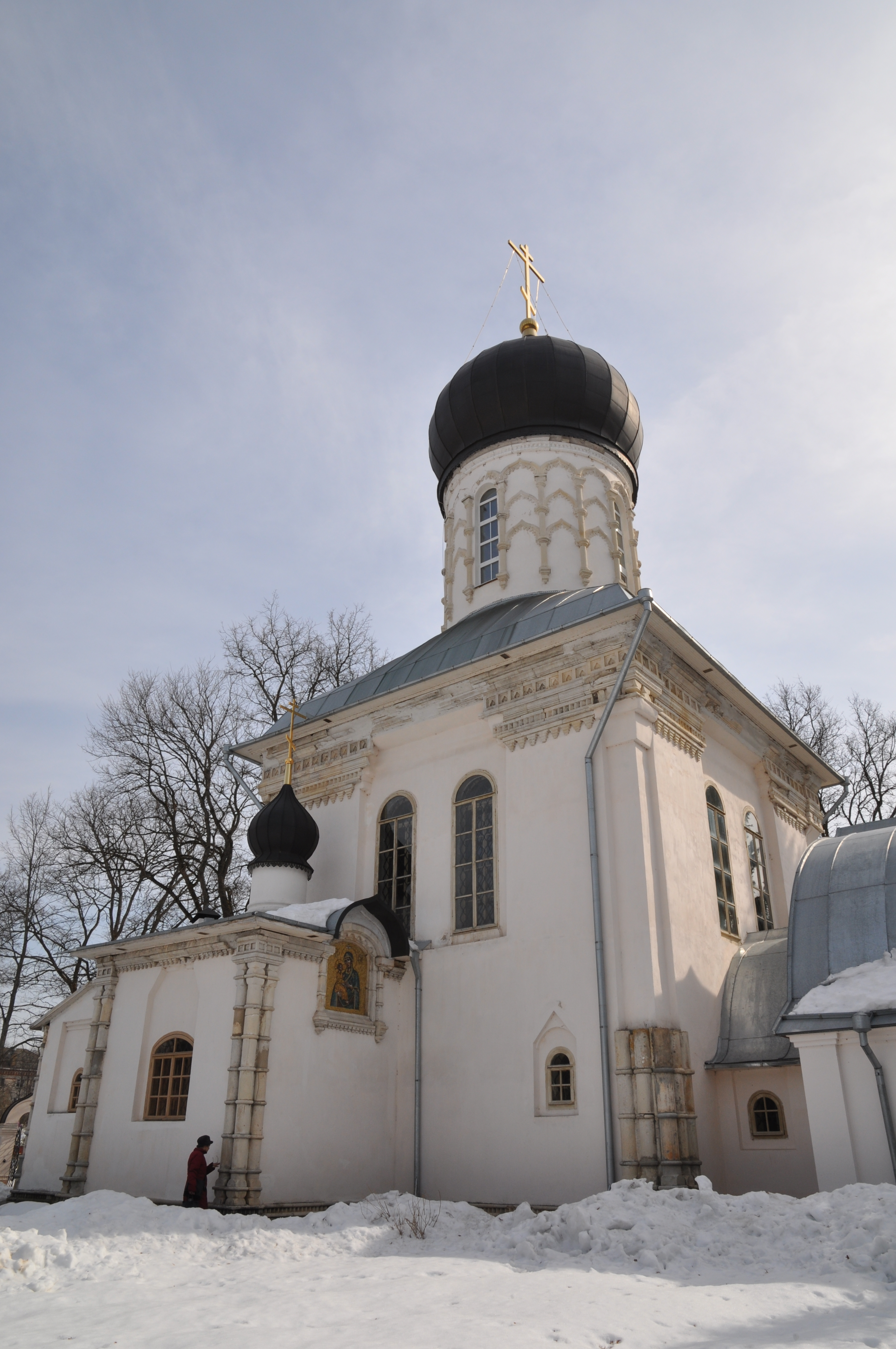
Церковь в Васильевском

### Общественные постройки
- Дом в имении В. А. фон Ренненкампфа «Самарка» на Неве. Шлиссельбургский уезд С.-Петербургской губернии (1905—1907 гг.; перестроен в начале 2000-х гг.)
- Школы на Гусевских заводах Ю. С. Нечаева-Мальцева. Меленковский уезд Владимирской губернии (1908 г.);

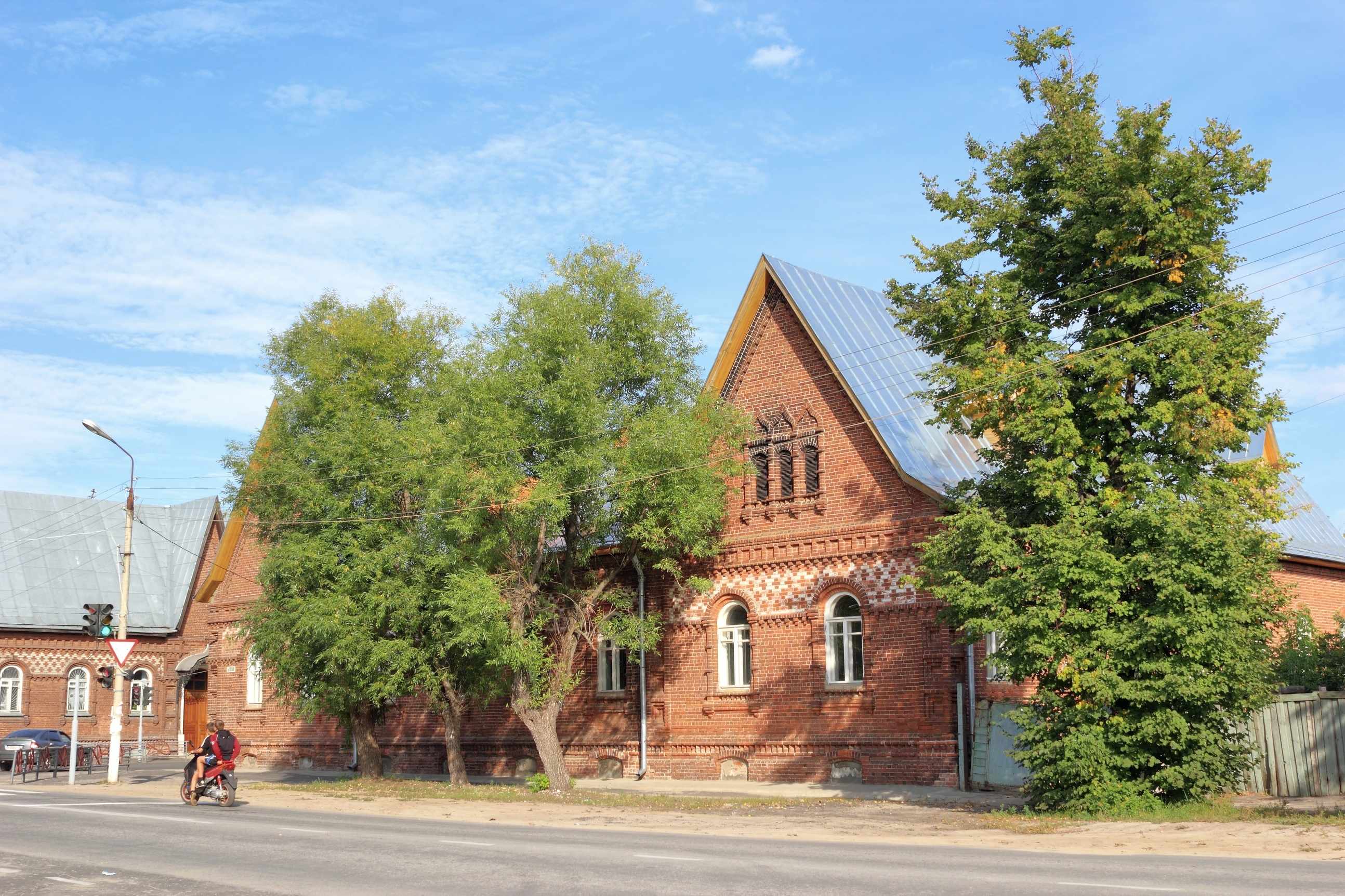
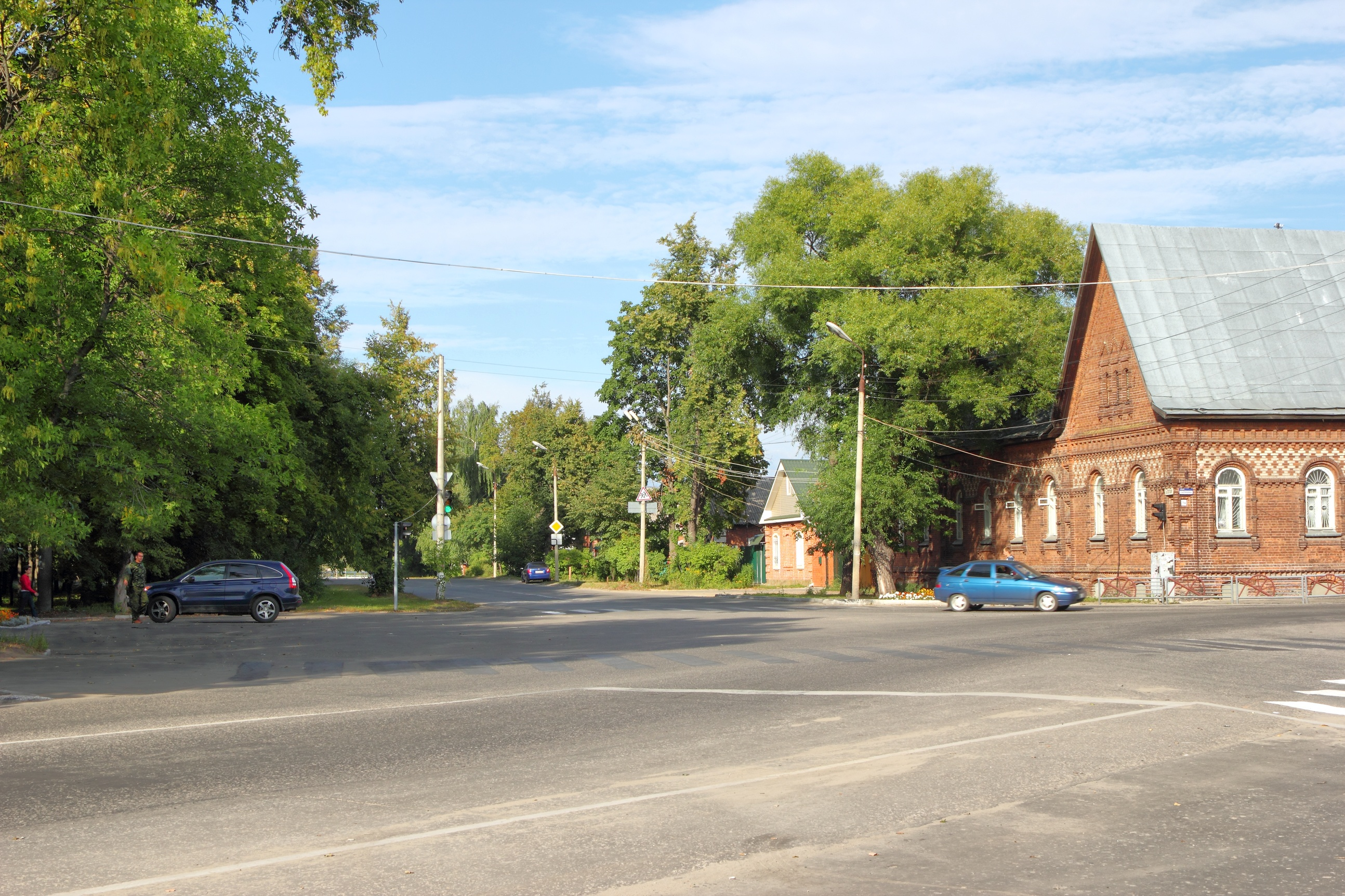

- Офицерское Собрание Е. И. В. Конвоя и Е. И. В. Сводного пехотного полка в Царском Селе (1910—1911 гг.; при участии арх. Максимова В. Н.; здание сильно пострадало в 1941—1943 гг., разобрано в 1962 г.);
- Вокзал Императорской железнодорожной ветки (Царский павильон) в Царском Селе (1911—1912 гг.; худ. Курилко М. И.);

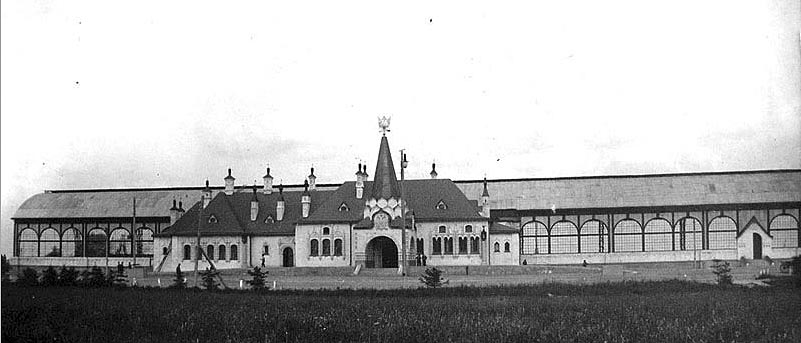
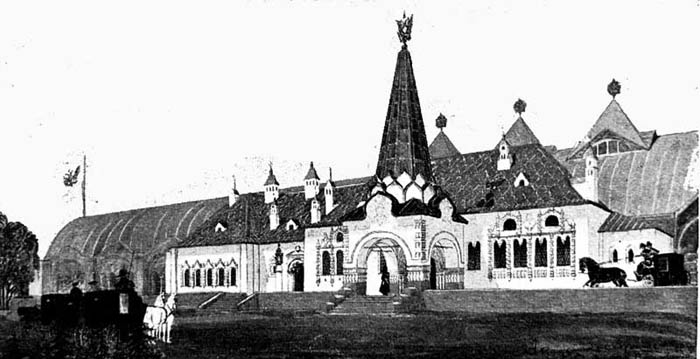
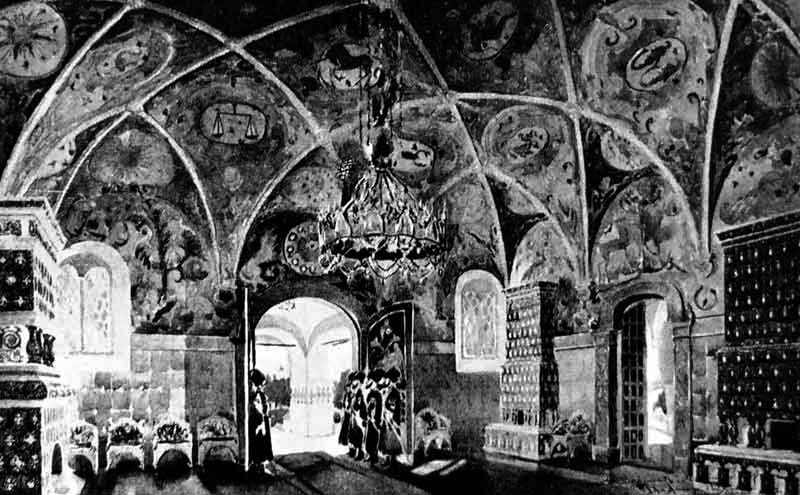
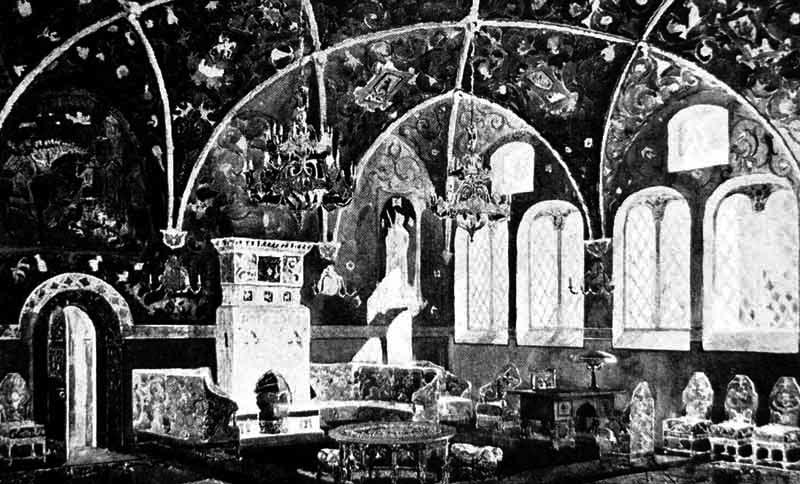

- Павильон на международной гигиенической выставке 1911 года в Дрездене (1910 г.; разобран по окончании выставки; керамист Ваулин П. К.);

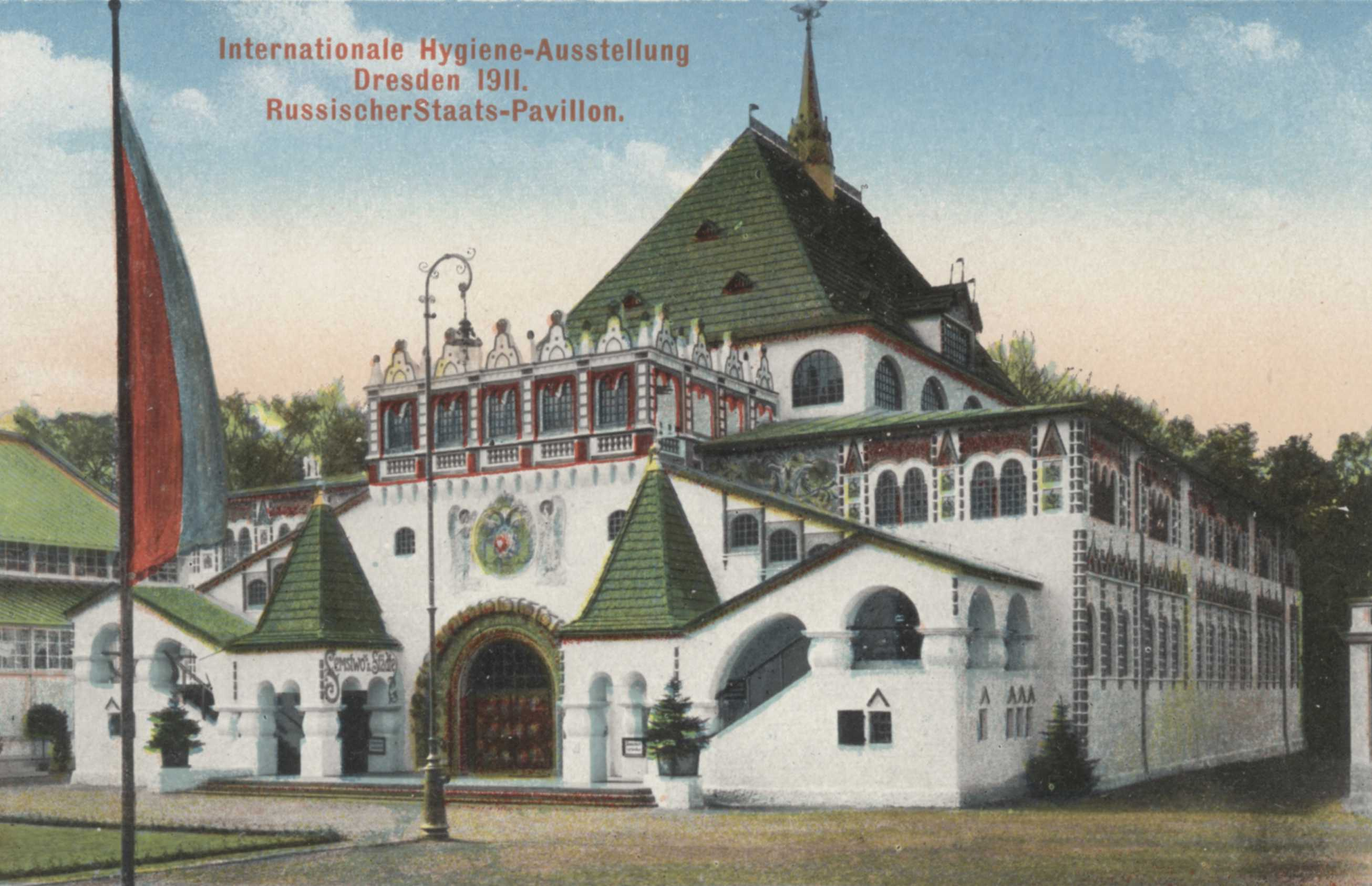
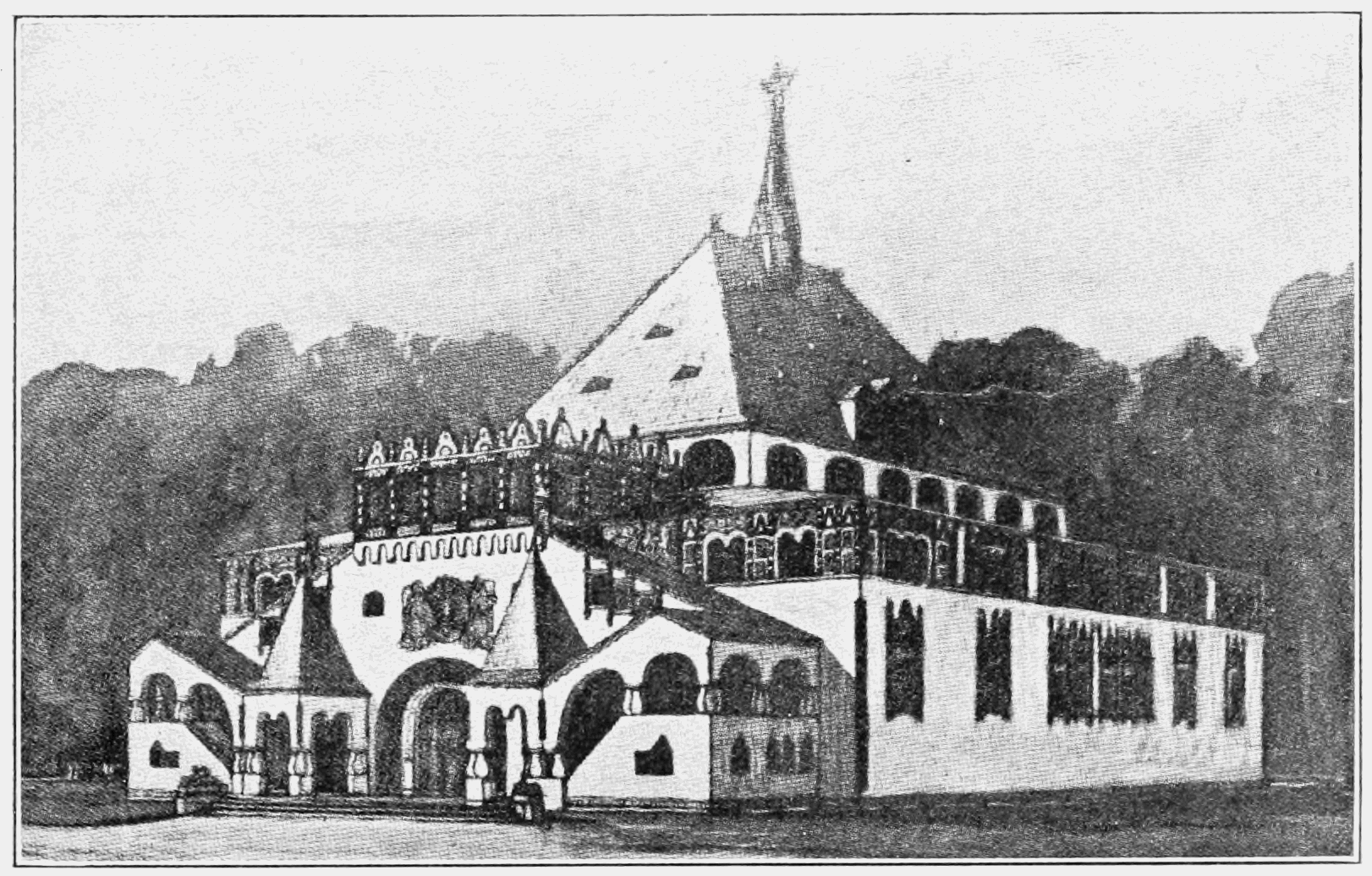
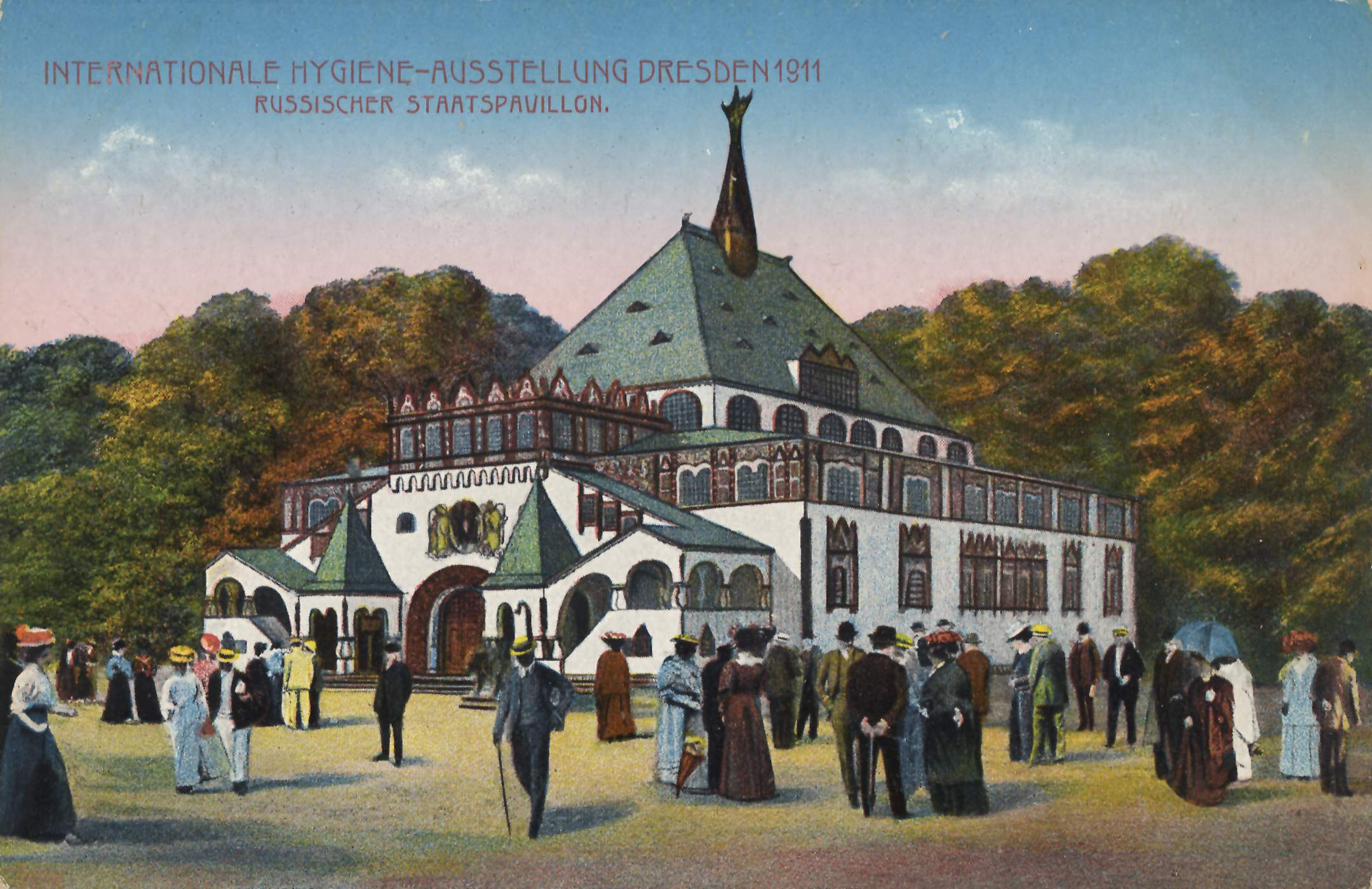

- Павильон на Международной выставке печатного дела и графики 1914 года (Bugra) в Лейпциге (открыт в мае 1914 г.; разобран по окончании выставки);

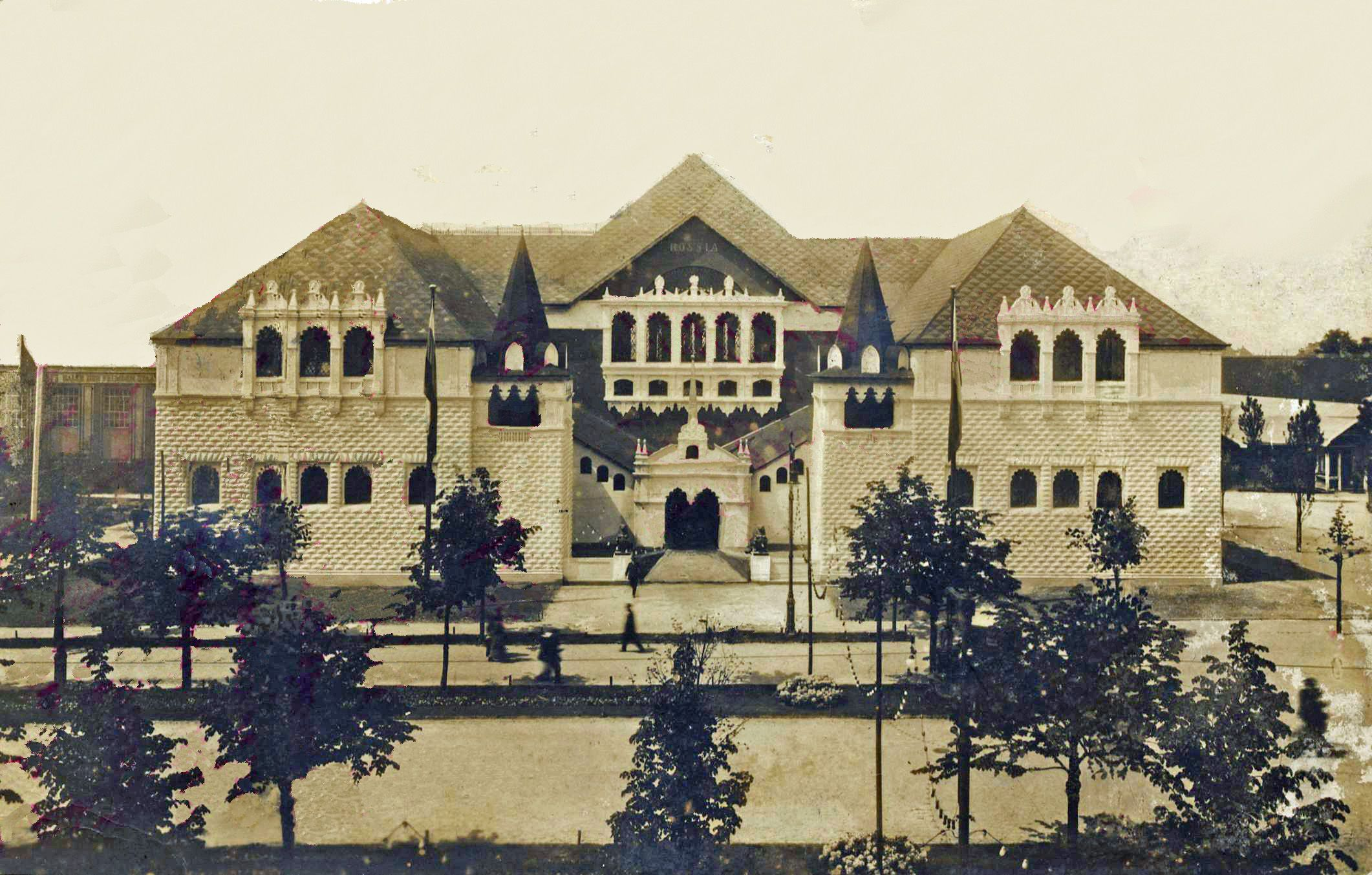

- Павильон Нерчинского округа ведомства Кабинета Е. И. В. на выставке Приамурского края в Хабаровске (1913 г.);
- Государственная Ссудная казна в Москве (1913—1916 гг.; гражд. инж. Нилус Б. М.);

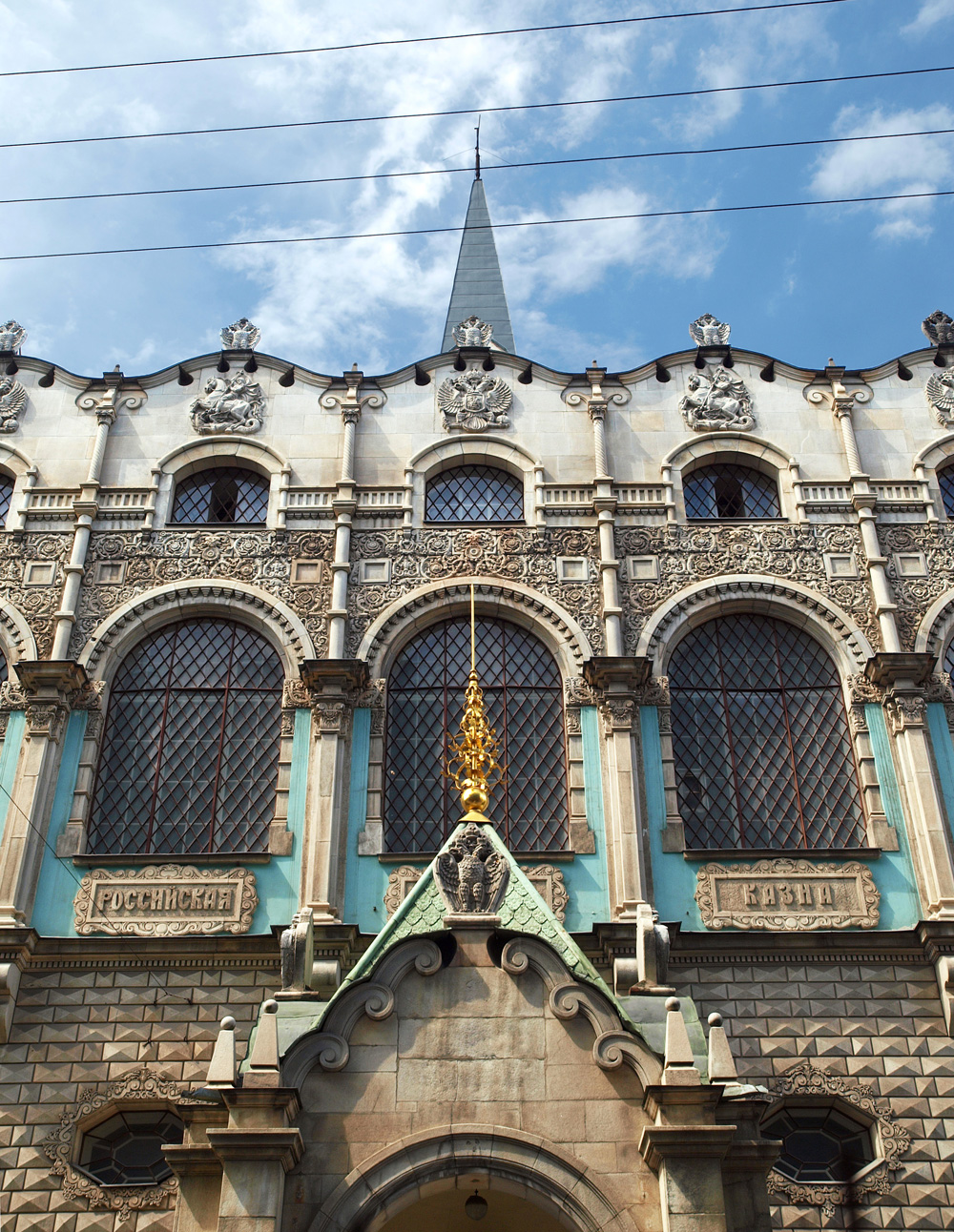
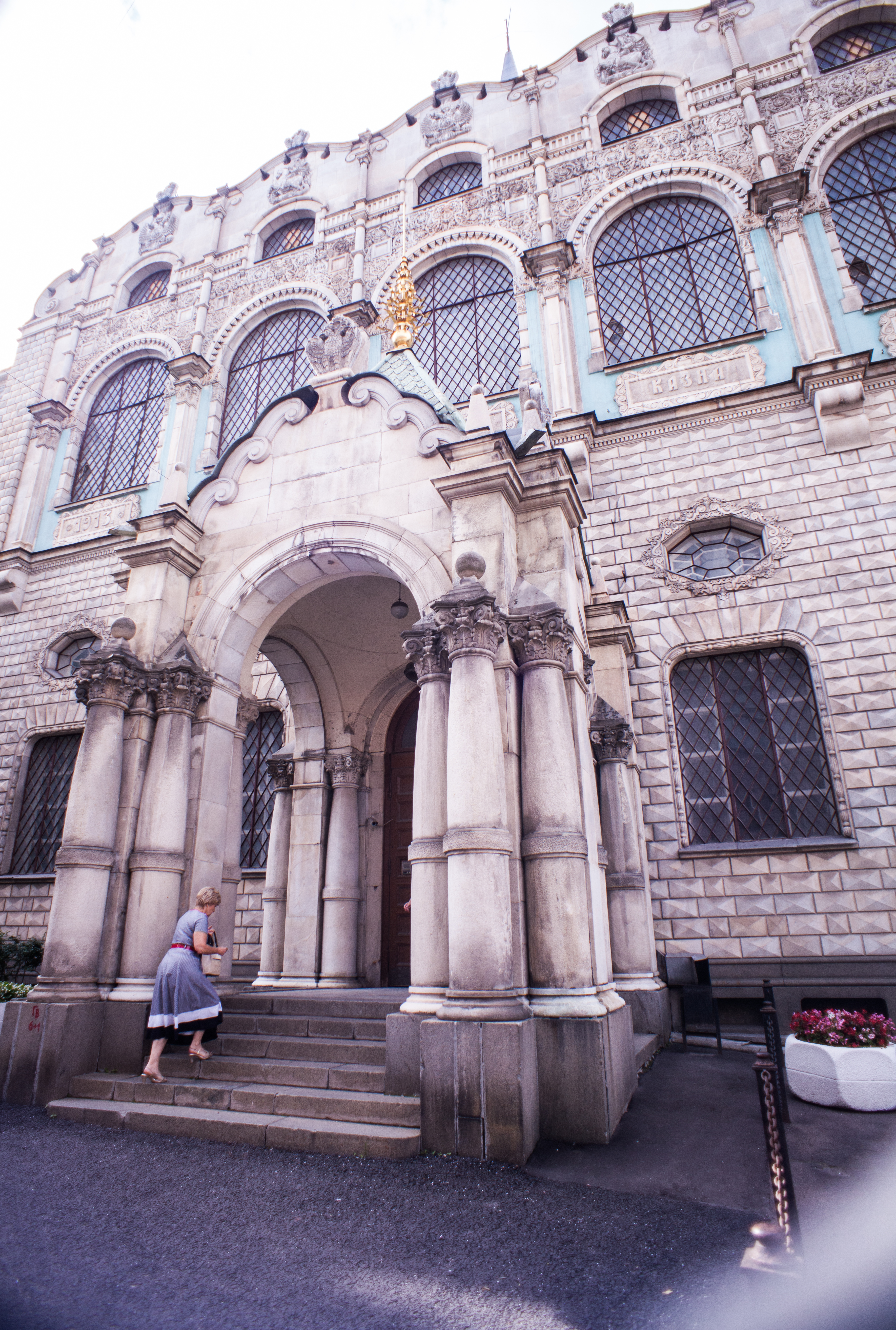
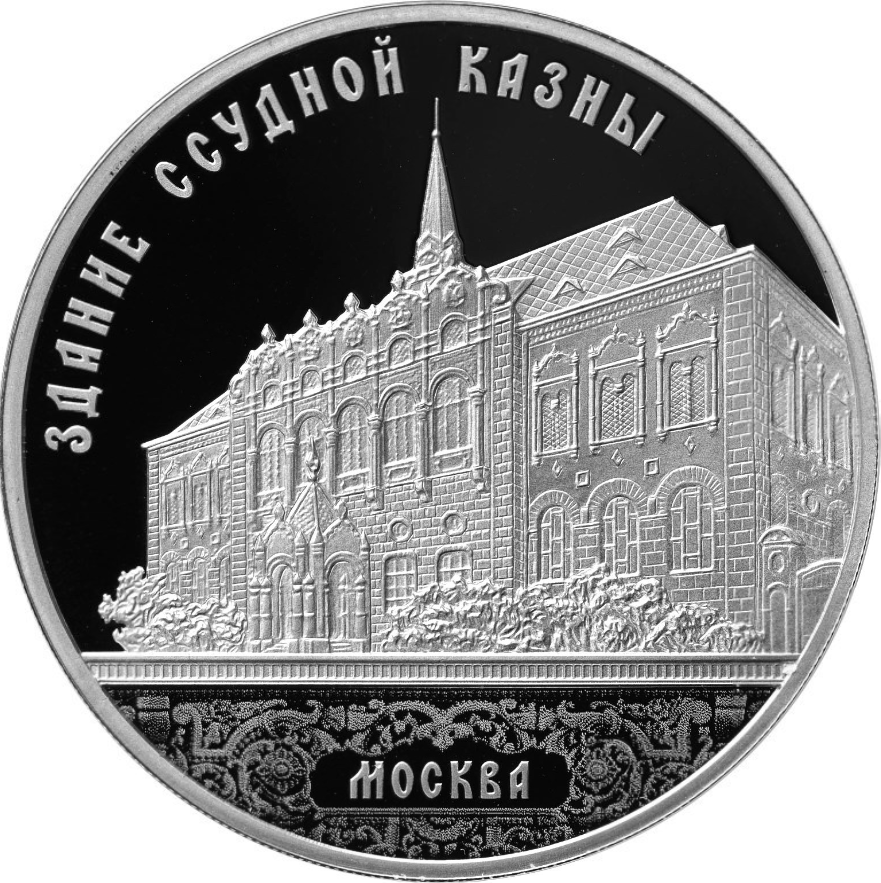

- Городок 3-го лейб-гвардии Стрелкового Е. И. В. полка в Царском Селе (1914—1917 гг.; при участии Шаркова И. И., Шмидта Н. А., Юнгера А. А.);

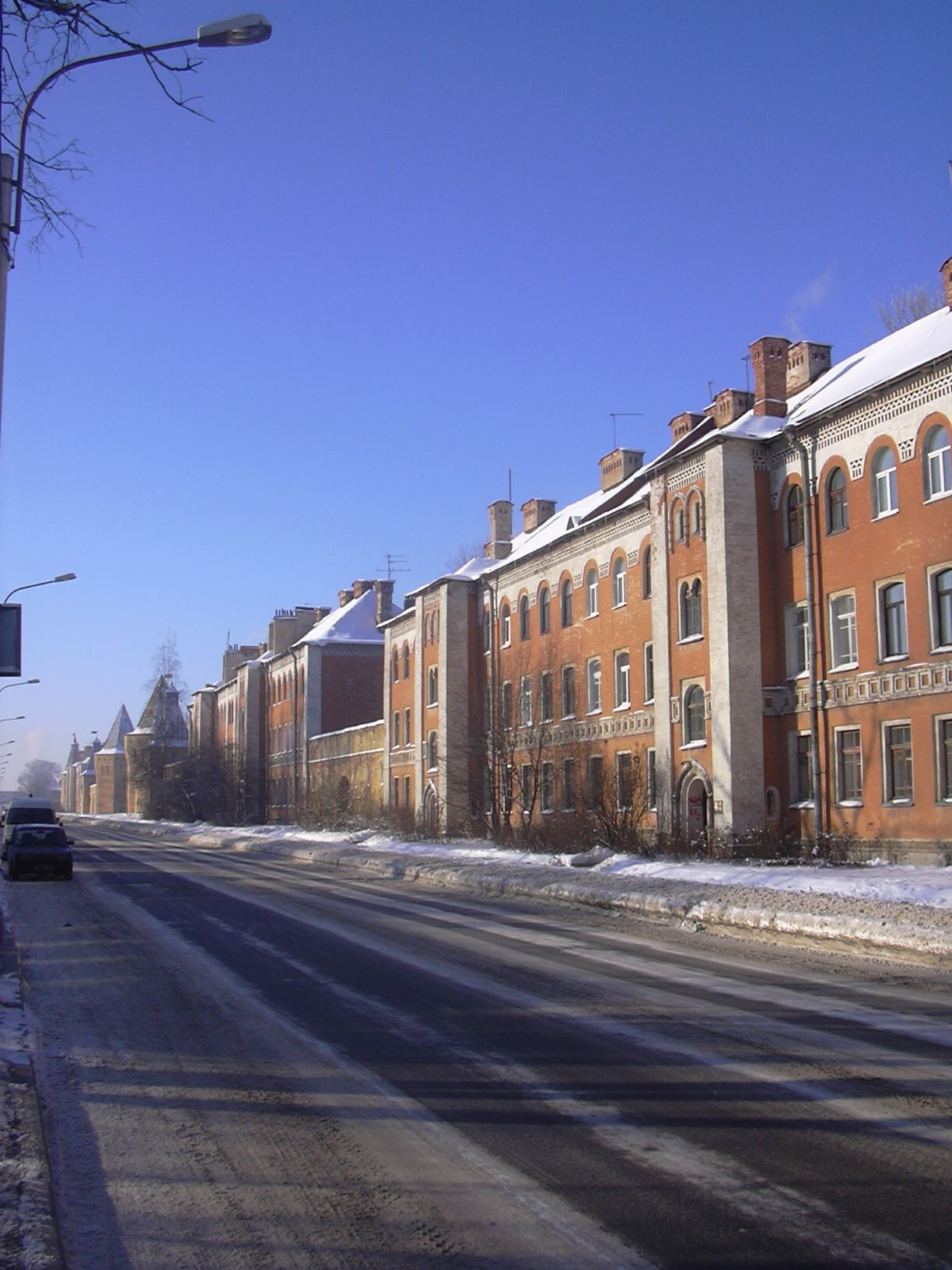
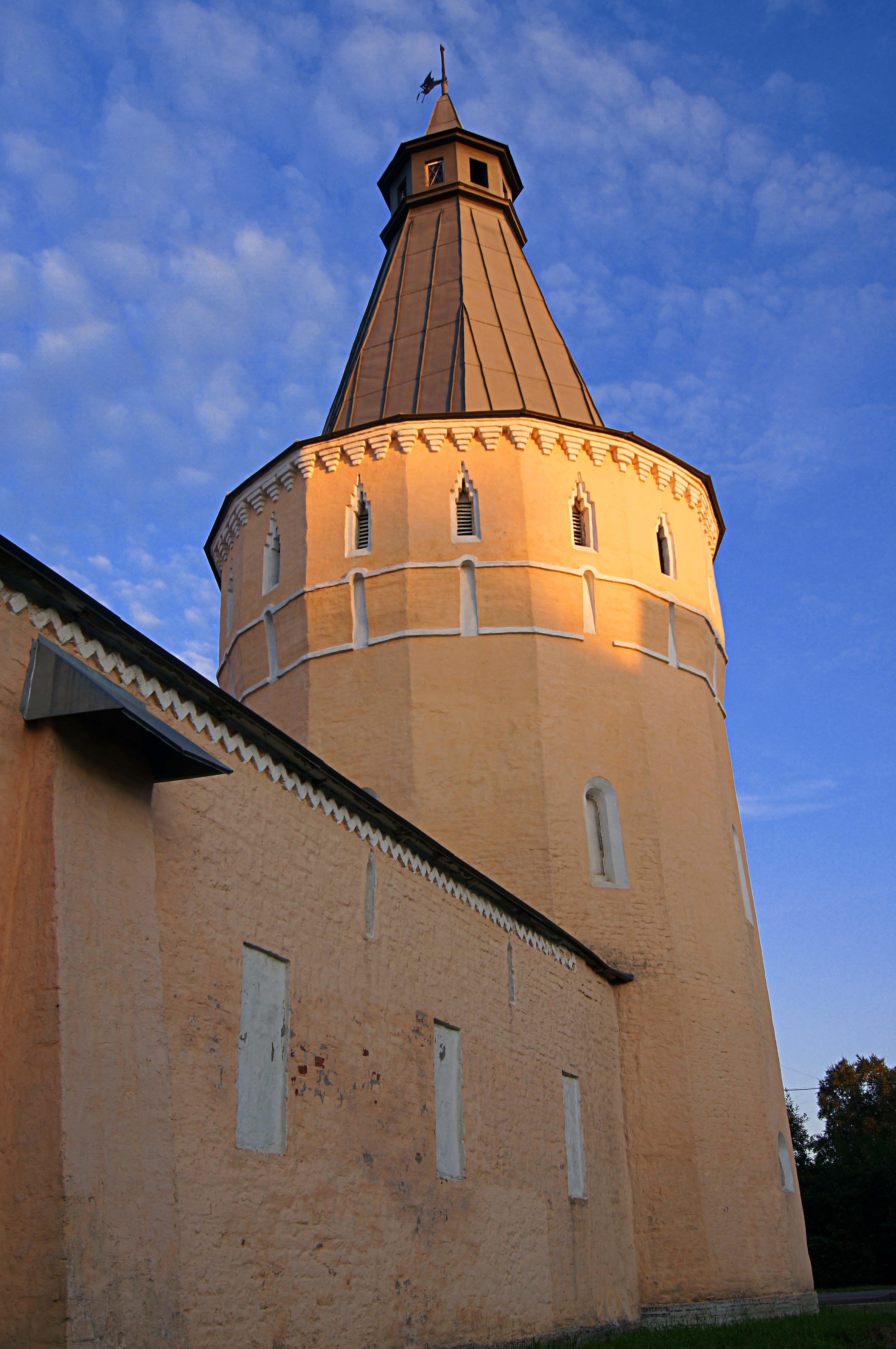

- Отделение Государственного банка в Нижнем Новгороде (1911—1913 гг.; худ.: Билибин И. Я., Н. П. и Г. П. Пашковы; гражд. инж. Нилус Б. М.; конкурс закрытый; 1-я премия);

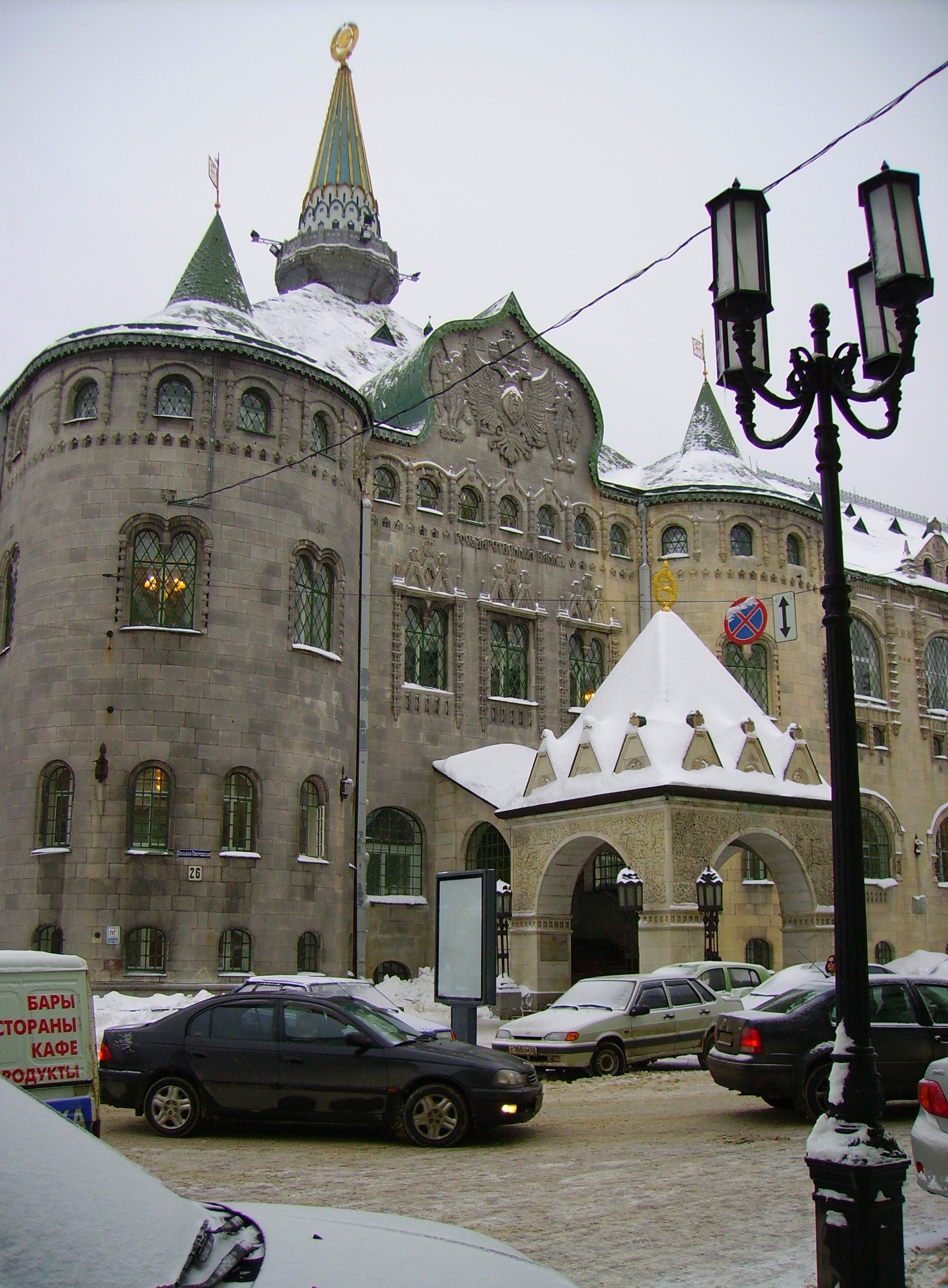
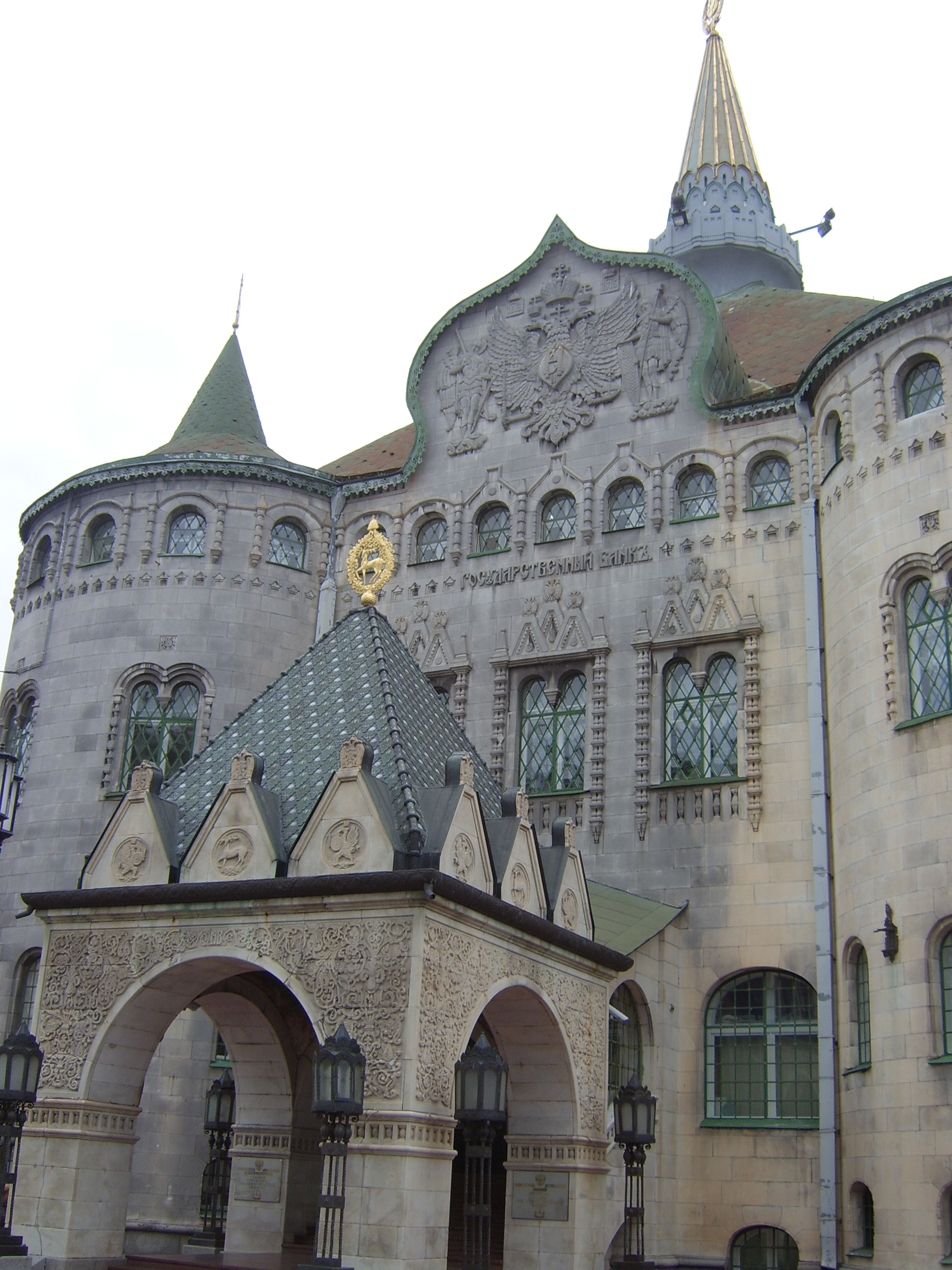
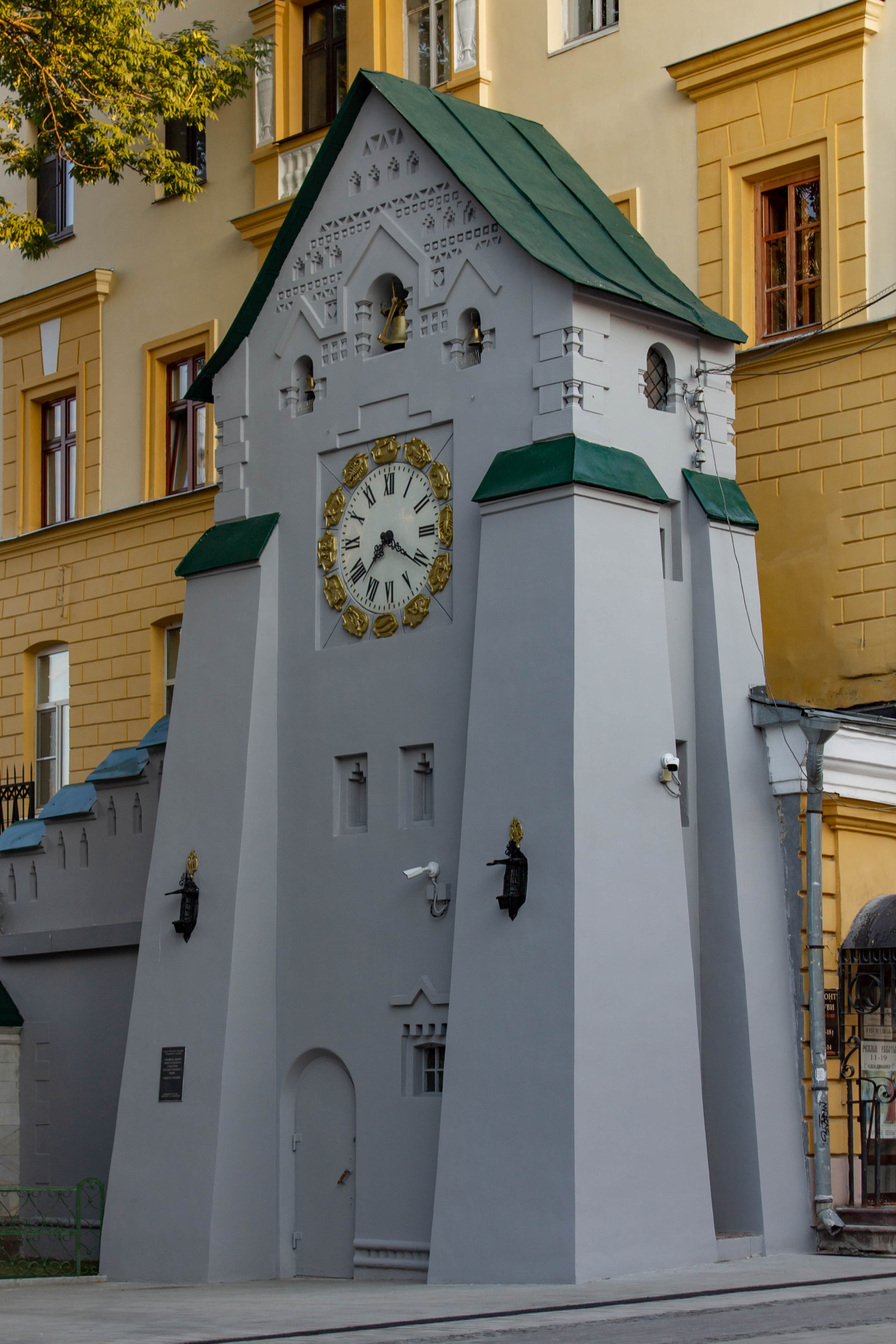
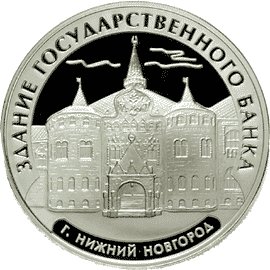

### Памятники. Малые архитектурные формы
- Надгробный памятник А. А. Сапожникову в церкви Исидора Пелусиота Александро-Невской Лавры в Санкт-Петербурге (1905—1906 гг.; утрачен в 1930-е гг.);
- Памятник Е. А. Александровской в церкви Исидора Пелусиота Александро-Невской Лавры в Санкт-Петербурге (1907 г.; утрачен в 1930-е гг.);
- Иконостас в церкви Казанской Богоматери Успенского женского монастыря в Перми (1907 г.; худ. Н. К. Рерих);
- Надгробие на могиле князя А. Н. Енгалычева в селе Малый Студенец Шацкого уезда Тамбовской губернии (1907—1908 гг.);
- Усыпальница семейства Голубевых на кладбище Новодевичьего Воскресенского монастыря в Санкт-Петербурге (1906 г., утрачена в 1920—1930-е гг.);
- Усыпальница семейства Посполитаки на кладбище Новодевичьего Воскресенского монастыря в Санкт-Петербурге (1906 г., утрачена в 1920—1930-е гг.);
- Рака для св. мощей Святителя Иоасафа Белгородского и сень над нею в Свято-Троицком соборе г. Белгорода Курской губернии (1910—1911 гг.; утрачены);

## Неосуществленные замыслы
- Римско-католический костел Св. Николая на Большой Васильковской ул. в Киеве (1898 г.; конкурс, 4-я премия);
- Театр каменный на 1 500 человек в Екатеринославе (1901 г.; конкурс);
- Церковь и склеп над могилой В. И. Березина в имении Суук-Су под Гурзуфом (1901 г.; конкурс, 2-я премия);
- Церковь св. ап. Петра и вмч. Варвары в имении графа В. П. Кочубея Згуровка Полтавской губернии (1901 г.; совместно с Погонкиным В. А.; конкурс, 2-я премия);
- Церковь св. Николая Чудотворца и мч. царицы Александры при городской детской больнице на Большом Сампсониевском пр., д. 65 в С.-Петербурге (1902—1903 гг.; совместно с Мунцем О. Р.; конкурс, 2-я премия);
- Фасад в стиле модерн городского дома на Большой Морской ул., д. 63 в С.-Петербурге (1903 г.; конкурс, 1-я премия);
- Церковь во имя Иоанна Крестителя в Кашине Тверской губернии (1903—1904 гг.; совместно с Мунцем О. Р.; конкурс, 1-я и 2-я премии);
- Московское Купеческое Собрание. Малая Дмитровка ул., д. 6. (1905 г.; конкурс);
- Городской дом в Хабаровске (1907—1908 гг.; конкурс);
- Армянская церковь в Баку (1907 г.; конкурс, разделил 1-2 премии);
- Церковь деревянная в селе Ясенки Московской губернии (1908 г.);
- Военно-исторический музей в С.-Петербурге (1908 г.; конкурс, 1-я премия);
- Церковь Крестовоздвиженского православного трудового братства на хуторе Воздвиженский Глуховского уезда Черниговской губернии (1909 г.);
- Народный дом им. Аксакова в Уфе (1909 г.; конкурс);
- Церковь Сводного Е. И. В. полка в Царском Селе (1910 г.);
- Бородинский мост через Москву-реку в Москве (1910 г.; инж. Кривошеин Г. Г. и Александров И. Г.; конкурс);
- Церковь при российском императорском посольстве в Риме (1913 г.);
- Дом для почетных гостей в г. Верхотурье Пермской губернии (1913 г.);
- Церковь при Императорской Российской миссии в Гааге (1913—1916 гг.);
- Церковь Елизаветинской общины на станции Шаховская Московско-Виндаво-Рыбинской ж. д., Зубцовского уезда Тверской губернии (1914 г.);
- Женская гимназия в Солигаличе Костромской губернии (1914 г.);
- Русский собор (церковь) в Лондоне (1914—1917 гг.);
- Стадион на Ватном острове в Петрограде (1914—1917 гг.; совместно с Китнером И. С.);
- Троицкий собор на Троицкой площади в Петрограде (1915 г.; конкурс закрытый);
- Рюриковский Народный дом в Старой Ладоге Новоладожского уезда Петроградской губернии (1915 г.);
- Генеральное консульство России в Богемии в Праге (1915 г.);
- Государственный Банк в Новгороде Великом (1914—1916 гг.);
- Храм-памятник на братской могиле жертв войны с Германией на Преображенском кладбище у ж. д. ст. Обухово близ Петрограда (1916 г.);
- Варшавский политехнический институт, эвакуированный в 1916 г. Административные, учебные и лабораторные корпуса, домовый храм, водонапорная башня, электростанция, выставочный павильон. Нижний Новгород. Рядом с Крестовоздвиженским монастырём (у нынешней пл. Лядова). (1916—1917 гг.; при участии Феддерса П. А.);
- Мост через Оку в Нижнем Новгороде (1917 г.; инж. Кривошеин Г. Г.);
- Собор Св. Николая Мирликийского в Романове-на-Мурмане Александровского уезда Архангельской губернии (1916—1917 гг.);
- Силовая станция (ГЭС) на реке Малой Иматре и посёлок при ней, Выборгская губ. (1917 г.; воен. инж. Кривошеин Г. Г.);
- Вокзал на станции Калязин Верхне-Волжской ж. д., Тверская губ. (1917 г.);
- Вокзал на станции Углич Верхне-Волжской ж.д., Ярославская губ. (1917 г.);
- Волховская силовая станция (ГЭС) и поселок при ней, Новоладожский уезд Петроградской губ. (1917—1926 гг.; инж. Кривошеин Г. Г.)

### Часовни. Памятники. Малые архитектурные формы
- Памятник Петру Великому в Ревеле (1909 г.; ск. Беклемишев В. А.; конкурс);
- Рака для мощей Св. Симеона Верхотурского и сень над нею в новом соборе Николаевского монастыря в Верхотурье Пермской губернии (1913 г.);
- Надгробная часовня в Троице-Сергиевской приморской пустыни близ Стрельны под Санкт-Петербургом (1914 г.);
- Усыпальница семейства Мандражи на Военном кладбище в Новом Петергофе (1916—1917 гг.);
- Часовня на Военном кладбище в Нижнем Новгороде (1917 г.);
- Ворота ограды Русского музея Императора Александра III в Санкт-Петербурге

## Адреса. Санкт-Петербург — Петроград — Ленинград
Места проживания:
- 5-я линия Васильевского острова, д. 4, кв. 30. (1892 г.);
- Большая Подьяческая ул., д. 9, кв. 14. (1897 г.);
- Средняя Подьяческая ул., д. 10, кв. 11. (1899 г.);
- Тучков пер., д. 11, кв. 5. (1905—1907 гг.);
- 13-я линия В. О., д. 16, кв. 19. (1907—1931 гг.).

Места преподавательской деятельности:
- Университетская наб., д. 17. Императорская Академия художеств. Высшее художественное училище. Обучался в 1892—1898 гг., преподавал в 1912—1917 гг.
- Загородный пр., д. 68, угол Серпуховской ул., д. 2. Высшие Женские Политехнические курсы — Женский Политехнический институт. Преподавал в 1906—1924 гг.
- 2-я Рота (2-я Красноармейская ул.), д. 4. Институт Гражданских Инженеров. Преподавал в 1914—1929 гг.

## Семья
1. Отец — Александр Николаевич
2. Мать — Анна Афанасьевна (ум. 1894 г.).
  1. Первая жена — Ольга Сергеевна, урождённая Орлова.
    1. Сын — Борис Владимирович (28 марта 1900 г. — после 1960 г.), художник.
    2. Сын — Всеволод Владимирович. (1903 г. — 1943 г.)

  2. Вторая жена — Лидия Николаевна, урождённая Кутырева (1888 г, Новочеркасск — 1942 г., Ленинград), инженер-архитектор.
    1. Дочь — Злата Владимировна (1914 г., Петроград — 1942 г., Ленинград), инженер-конструктор (окончила ЛИИКС в 1937 г.).

## Память
Творческое наследие зодчего всегда, хоть и с различными оговорками, признавалось современниками и потомками, притягивало к себе. Внимание к нему заметно возросло после поворота советской архитектуры к историческим стилям. В 1937—1938 гг. представителями Академии архитектуры и московского Музея Архитектуры была отобрана и приобретена часть работ В. А. Покровского, хранимых его вдовой.
Приобретение музеем оставшейся части работ зодчего не состоялось, возможно, из-за большой стоимости. Из всего наследия, оцененного представителем музея почти в 35 тысяч рублей, были приобретены работы на 9 855 рублей.
О признании ценности произведений В. А. Покровского можно судить по числу построек принятых государством под охрану: в городе Пушкине три из трёх сохранившихся, в Москве две из двух, в Нижнем Новгороде два крупных ансамбля из двух, в Санкт-Петербурге — портал библиотеки ИЭМ.
Скончался после продолжительной болезни 30 апреля 1931 г. в Ленинграде.
Место захоронения неизвестно (предположительно Смоленское кладбище).